# Ancien tramway de Lyon

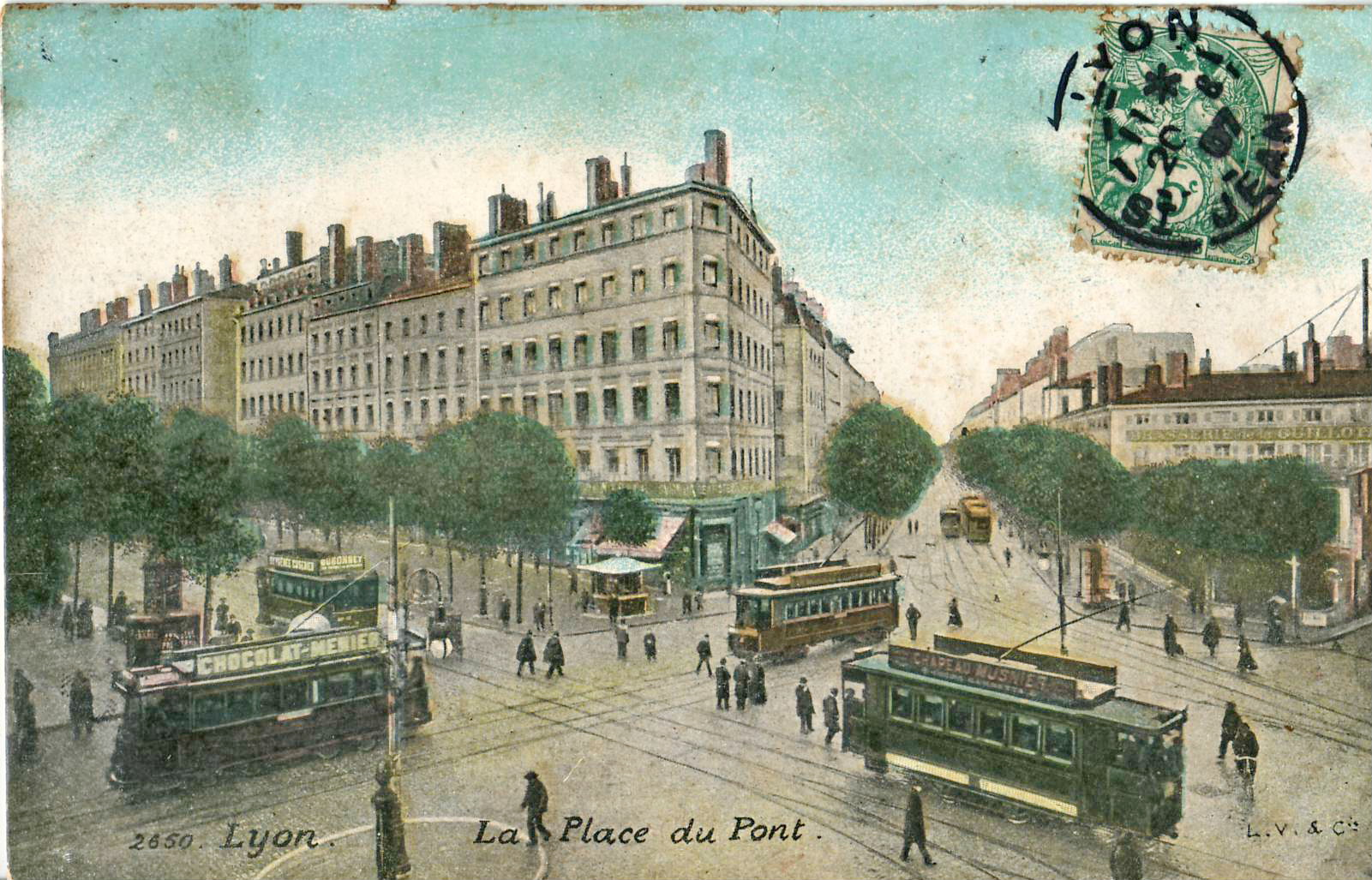
La Place du Pont, avant la Première Guerre mondiale.

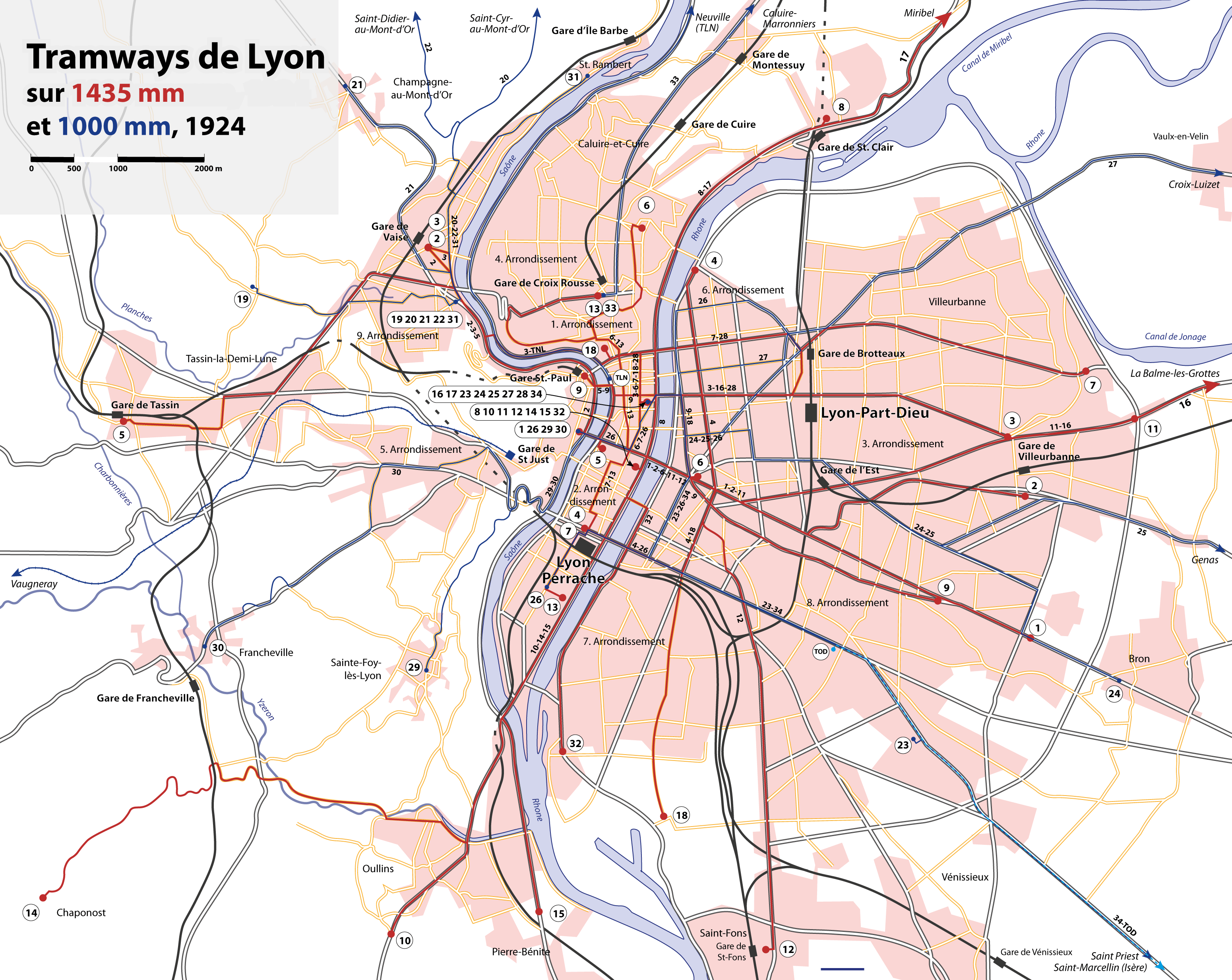
Plan du réseau de tramway de Lyon en 1924, à l'époque de sa plus grande expansion.

Carte animée de l'évolution des infrastructures ferroviaires de l'agglomération de Lyon, dont celle des anciens et actuels tramways, de 1860 à nos jours.

L'ancien tramway de Lyon désigne le premier réseau de tramway qu'a connu la ville de Lyon entre 1880 et 1957. Exploités par la Compagnie des omnibus et tramways de Lyon (OTL), les tramways sont dans un premier temps à traction animale, puis rapidement convertis à la traction électrique. Bien que n'étant pas le seul exploitant de chemin de fer dans la région lyonnaise, l'OTL va progressivement absorber les entreprises locales et développer son réseau. Le dernier tramway urbain circule le 30 janvier 1956, et  le dernier tramway suburbain le 30 juin 1957. Il faudra attendre le 2 janvier 2001, pour voir de nouveau rouler un tramway à Lyon avec la mise en service des lignes T1 et T2 du nouveau tramway lyonnais.

## Histoire

### Avant le tramway (1832 - 1879)

#### La Compagnie Lyonnaise d'Omnibus, Voitures et voies ferrées (CLO)

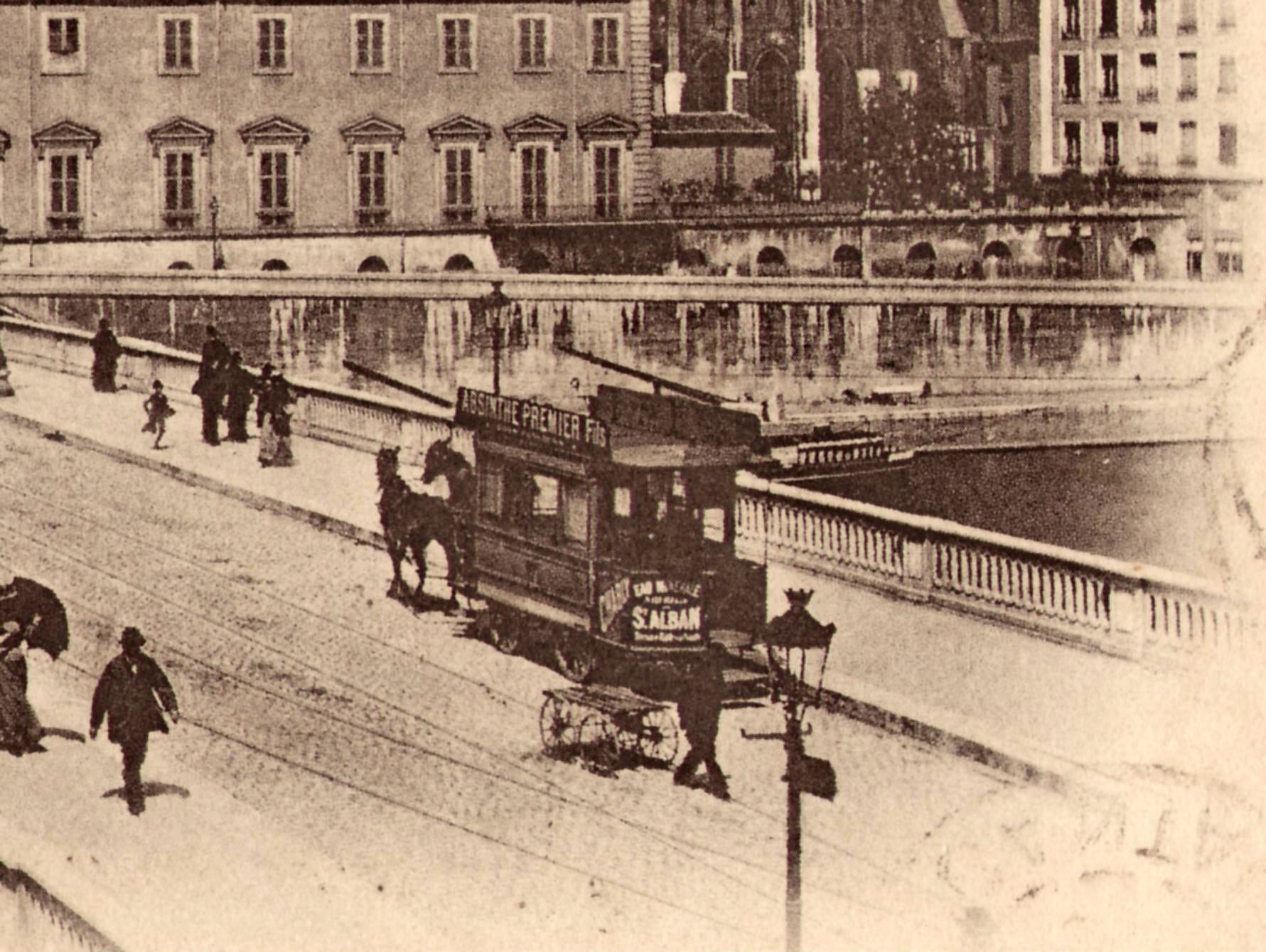
Un omnibus, sur le Pont Tilsit (actuel Pont Bonaparte) vers 1900.

En 1855 est créée la Compagnie lyonnaise d'Omnibus (CLO) par Messieurs Le Hon, Lacroix Saint-Pierre et Delahante, pour exploiter un réseau d'omnibus à chevaux, entre Lyon et les communes environnantes.
Cette compagnie regroupe 5 anciennes compagnies urbaines, les premiers omnibus lyonnais remontant à 1832 :
- Les omnibus du Midi ;
- Les omnibus de l'Intérieur ;
- Les omnibus de Serin ;
- Les omnibus de Vaise ;
- Les omnibus de Saint-Clair ;

et quelques entreprises suburbaines dont les Omnibus de Villeurbanne.
En ville on compte 5 lignes :
- Cordeliers — Monplaisir ;
- Gare de Perrache — Saint-Clair-La Boucle ;
- Saint-Paul – Pyramide (aujourd'hui place Valmy-rue Marietton) ;
- Gare Perrache – Gare de Genève ;
- Platière — Gare de Vaise.

Pour la banlieue les lignes correspondent aux points cardinaux :
- Au nord, vers Fontaines et Neuville, et Saint-Rambert, Collonges-au-Mont-d'Or (vallée de la Saône, rive gauche et droite) :
  - Platière (La Platière est la place Saint-Nizier) - Neuville ;
- À l’ouest, vers La Demi-Lune et Francheville, Saint-Didier-au-Mont-d'Or, Saint-Cyr-au-Mont-d'Or, Le Point-du-Jour, Sainte-Foy-lès-Lyon :
  - Platière – Demi-Lune - Francheville ;
  - Platière – Saint-Cyr-au-Mont-d'Or - Saint-Didier-au-Mont-d'Or ;
- À l’est, vers Villeurbanne (mairie, place des Maisons neuves) :
  - Cordeliers – Sacré-Cœur - Villeurbanne ;
  - Cordeliers – Guillotière - Villeurbanne ;
  - Cordeliers – Asile de Bron ;
  - Charité – Vénissieux
- Au sud, vers Oullins, Saint-Genis-Laval, Brignais et Pierre-Bénite, Vernaison et Vourles (vallée de la Rhône, rive droite) :
  - Charité (aujourd'hui Antonin Poncet) – Pont de la Mulatière – Brignais ou Vourles.

Le centre du réseau et le kilomètre zéro des lignes sont situés à l'intersection des rues Grenette et Impériale (aujourd'hui rue de la République). La CLO avait obtenu de la ville de Lyon en 1856 le monopole des transports sur un rayon de 15 km depuis ce point.
La CLO projette également de créer un réseau de « tramways sur rails à traction à chevaux ». Des difficultés administratives entravent le projet, alors que les rails et le matériel roulant sont approvisionnés dès 1856. Il faudra attendre deux décennies et la création de la compagnie OTL pour que le projet de tramway se réalise

#### Compagnie du chemin de fer de Lyon à La Croix rousse
Or il s'avère très vite qu'une concurrence apparait sous la forme d'un funiculaire créé le 3 juin 1862 et reliant la Rue Terme à la Croix-Rousse, sur une longueur de 489 mètres. La concession a été attribuée a Messieurs Molinos et Pronier, les concepteurs du système. La compagnie OTL obtient en 1905 l'exploitation par affermage.

#### Compagnie du chemin de fer de Lyon à Sathonay
Dans le prolongement du funiculaire, un chemin de fer est établi et exploité par la « Compagnie du chemin de fer de Lyon à Sathonay ». La gare se trouve sur le boulevard de la Croix Rousse. La ligne, longue de 7 km, est mise en service le 30 juillet 1863.

#### La Compagnie des bateaux mouches
Une autre concurrence est celle de la « Compagnie des bateaux mouches ». Cette compagnie est créée par Messieurs Plasson et Chaize qui obtiennent par arrêté préfectoral le 12 décembre 1862, l'autorisation d'exploiter une ligne de bateau omnibus entre La Mulatière et Vaise sur la Saône. Ces bateaux construits à La Mouche près de Gerland au chantier Félizat et prennent le nom de « Bateau Mouche ». Cinq bateaux effectuent le trajet. Ils sont mus par des hélices. La compagnie est rachetée, successivement par les NTL (Nouveaux Tramways Lyonnais) en 1901 puis par l'OTL (Omnibus et Tramways Lyonnais)en 1906. L'OTL met fin au service qu'elle supprime définitivement en 1913. Après une concurrence acharnée qui aura duré 50 ans, entre le rail et l'eau, dans les transports en commun intra-urbains, les progrès techniques du rail (vapeur puis électrification des lignes) viennent à bout des bateaux-mouches.
Le service transporte, en moyenne, plus de 2 millions de voyageurs par an entre 1863 (date de mise en service) et 1910. Les deux années record sont 1871 et 1905 avec plus de 4 millions de voyageurs transportés.

### La compagnie des Omnibus et tramways de Lyon

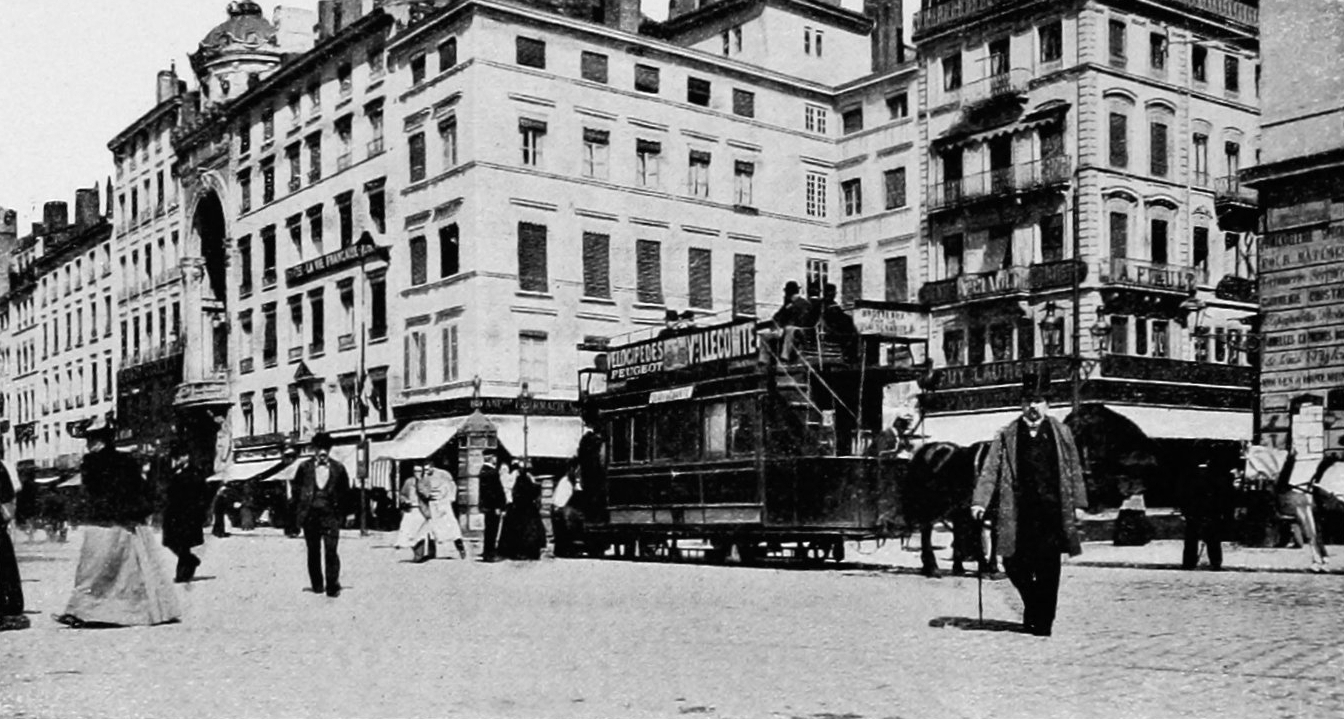
Tramway à cheval Place Le Viste

Les 21 juin et 2 juillet 1879, la Compagnie des omnibus et tramways de Lyon (OTL) est créé chez Maitre Messimy, notaire à Lyon. Son capital se compose de 8000 actions à 500 francs, soit 4 millions de francs. Il est évalué sur les apports de la société "Travaux et transports" (les droits à la concession, le réseau d'ommnibus, les installations) soit 6600 actions, et sur une émission de 1400 actions faite par la Société Lyonnaise.
En fait, la nouvelle compagnie OTL est rétrocessionnaire de la société Travaux et transports (T&T) qui elle-même, s'est substituée à l'ancienne compagnie CLO en 1877.

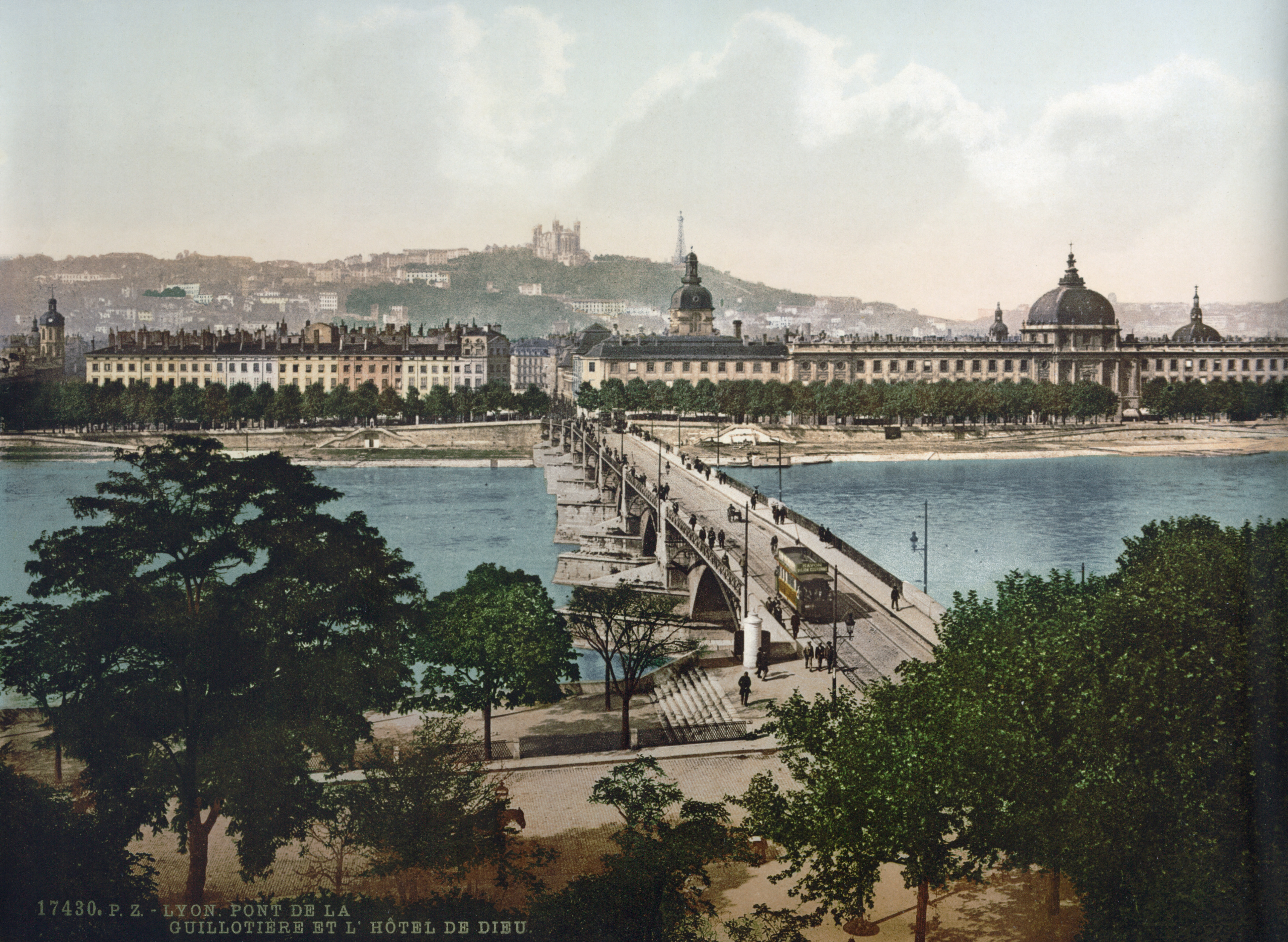
Le pont de la Guillotiere avec un tramway en 1900

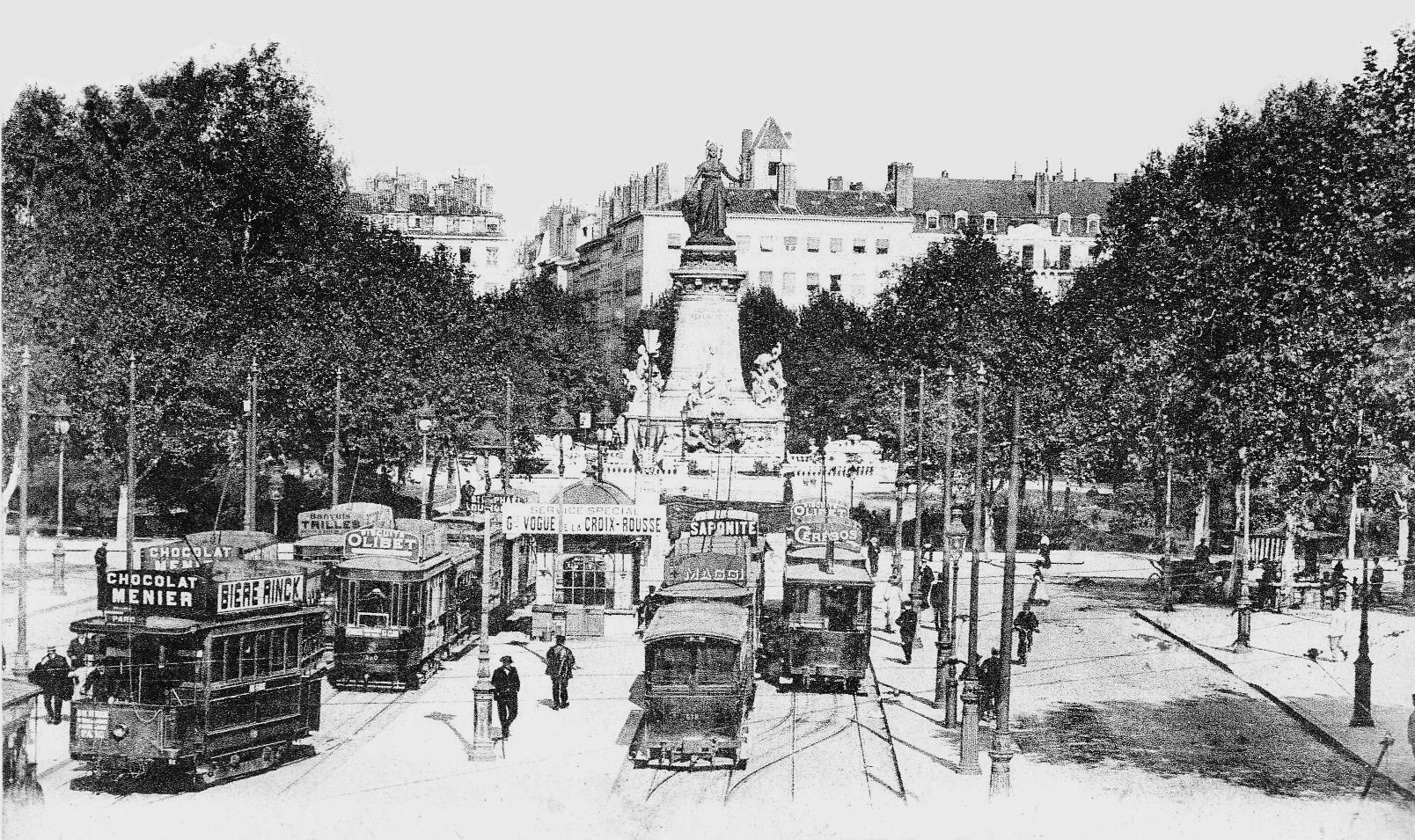
Le terminus de Perrache au début du XX : la station des tramways

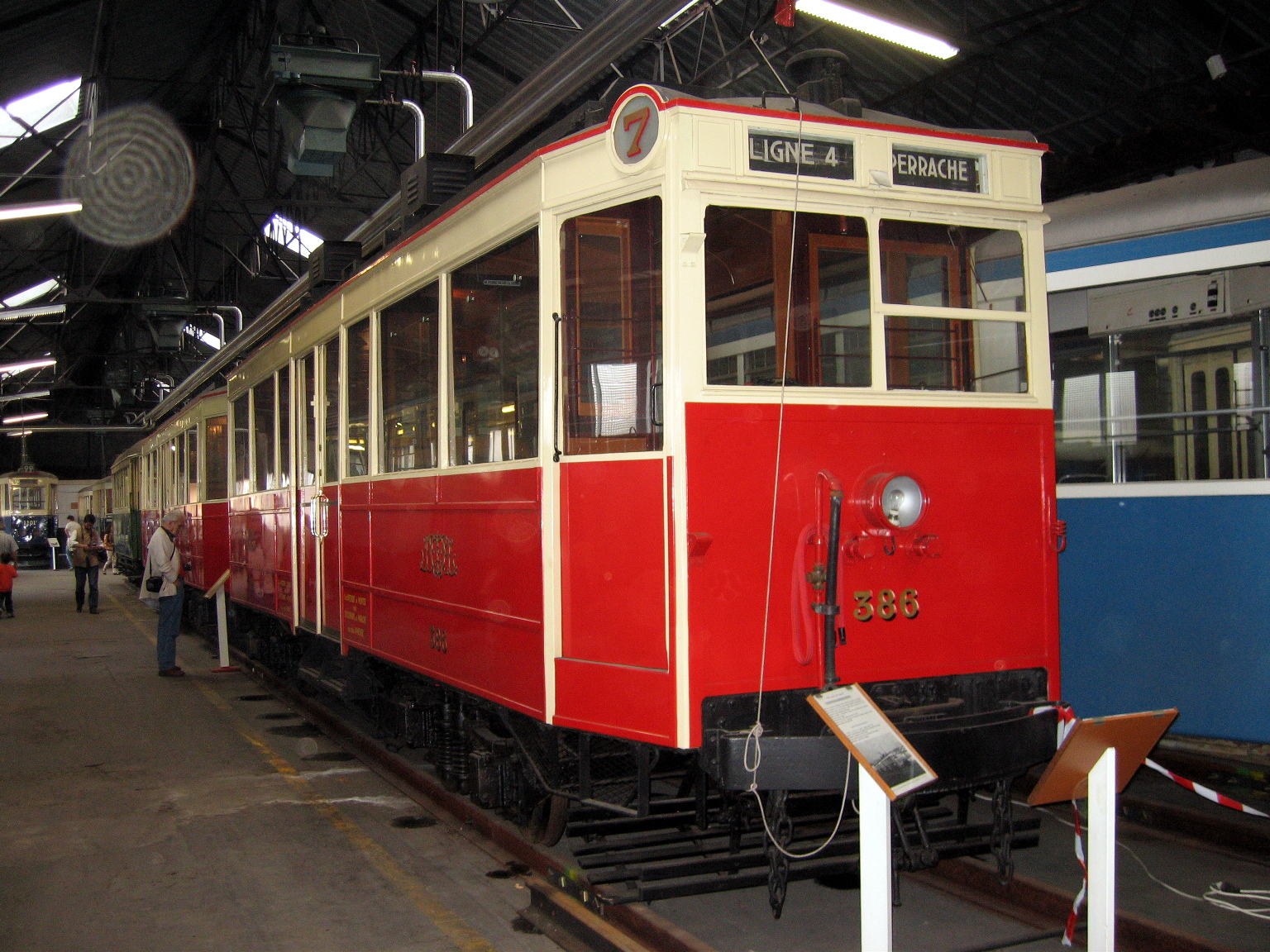
Motrice Marcinelle des lignes 4 et 7 à l'AMTUIR

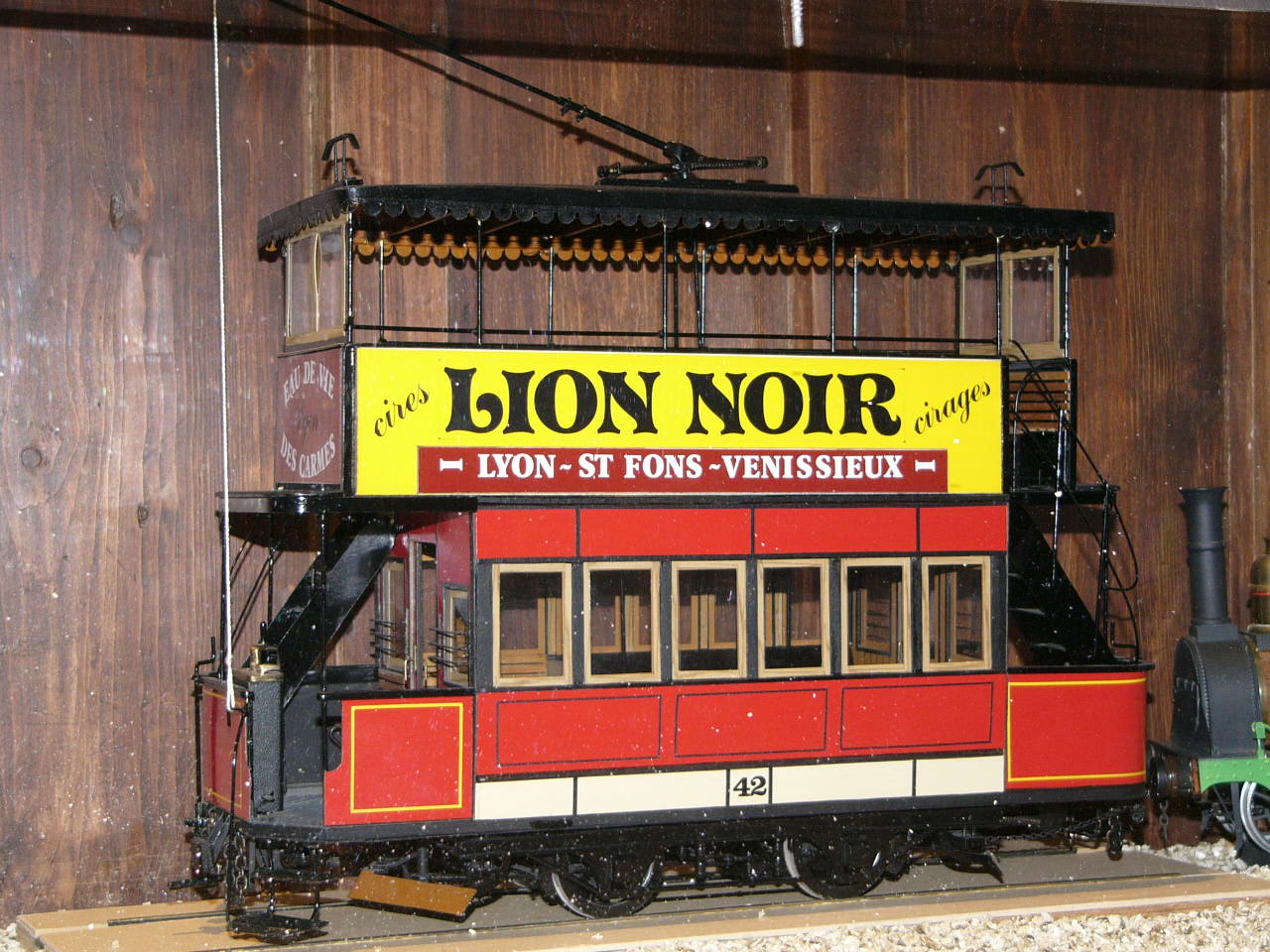
Maquette d'un tramway à impériale de la ligne 12 appelée Belle-Mère

#### Le premier réseau OTL
Le premier réseau de tramways de Lyon a été construit et exploité par la Compagnie des Omnibus et tramways de Lyon (OTL), fondée en 1879. Il totalise 43,653 km, répartis en 10 lignes à voie normale et à traction animale, desservant les communes de Lyon, Villeurbanne, La Mulatière et Oullins :
| Ligne | Itinéraire                                                                        | Date d'ouverture |
| ----- | --------------------------------------------------------------------------------- | ---------------- |
| 1     | Charité ↔ Monplaisir via le pont et la Grande rue de la Guillotière               | 1881             |
| 2     | Charité ↔ Montchat                                                                | 1881             |
| 3     | Cordeliers ↔ Grandclément (Villeurbanne)                                          | 1881             |
| 4     | Parc de la Tête d'or ↔ La Mouche (actuelle place Jean Macé), prolongée à Perrache | 1881             |
| 5     | Bellecour ↔ Pont d'Écully par le pont du Change                                   | 1880             |
| 6     | Terreaux ↔ Vaise par le quai Saint-Vincent                                        | 1880             |
| 7     | Perrache ↔ Gare des Brotteaux par le pont Morand                                  | 1881             |
| 8     | Pont Morand ↔ Saint-Clair                                                         | 1881             |
| 9     | Bellecour ↔ Gare de Vaise par le pont Tilsitt (actuel pont Bonaparte)             | 1881             |
| 10    | Charité ↔ Oullins                                                                 | 1881             |

La première ligne en service porte le no 5, de la Place Bellecour à Vaise, et ouverte le 11 octobre 1880. Elle circule le long de la Saône et concurrence les bateaux-omnibus.
Le tramway desservant Villeurbanne est nommé tramway jaune. En 2008, les itinéraires des lignes 1 et 7 correspondent approximativement aux itinéraires des lignes D et A du métro de Lyon.
Le réseau s'étend régulièrement. Les compagnies concurrentes sont progressivement absorbées par l'OTL entre 1894 et 1914.

#### Les tramways électriques
- 1 Saint Jean - Montplaisir - Vinatier (5,8 km)[6] ;
- 2 Gare de Vaise - Montchat (9,1 km)[7] ;
- 3 Gare de Vaise - Villeurbanne (8,3 km)[8] ;
- 4 Perrache - Parc de la Tête d'Or (5 km)[9] ;
- 5 Bellecour – Pont d’Écully (5,183 km, électrifiée le 21 juillet 1898 et prolongée le 5 décembre 1900 du Pont d’Écully aux Trois Renards en reprenant la branche à voie métrique de la ligne 19, mise à voie normale à cette occasion, et prolongée à nouveau le 14 juillet 1914 au Méridien (Charbonnières-les-Bains - 10,4 km).
La ligne est remplacée par une desserte en bus le 13 septembre 1938.
Une ligne 5 barré circule à partir de 1918/1919 jusqu'en 1938 de Cours Bayard au Trois Renards en empruntant un itinéraire différent à Lyon[10] ;
- 6 Place du Pont - Croix Rousse (4,3 km)[11] ;
- 7 Perrache - Brotteaux - Cusset ( 8,1 km)[12] ;
- 8 Gare de Perrache - Saint Clair (10,9 km)[13] ;
- 9 Gare Saint Paul - Montplaisir (5,5 km)[14] ;
- 10 Place de la Charité - Oullins - Saint Genis Laval - Brignais - Sept Chemins (14,2 km)[15] ;

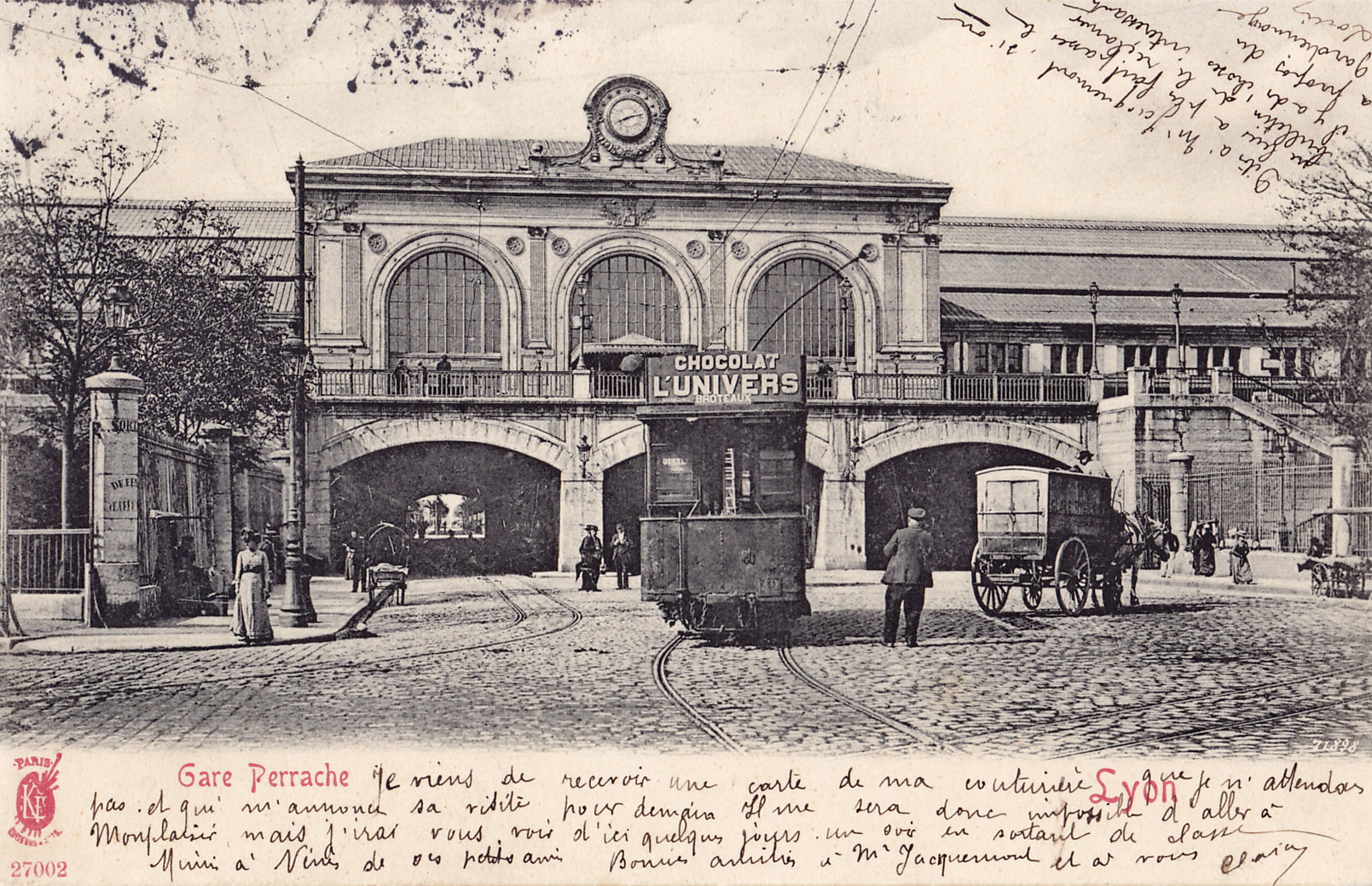
Les voûtes de la gare de Lyon-Perrache
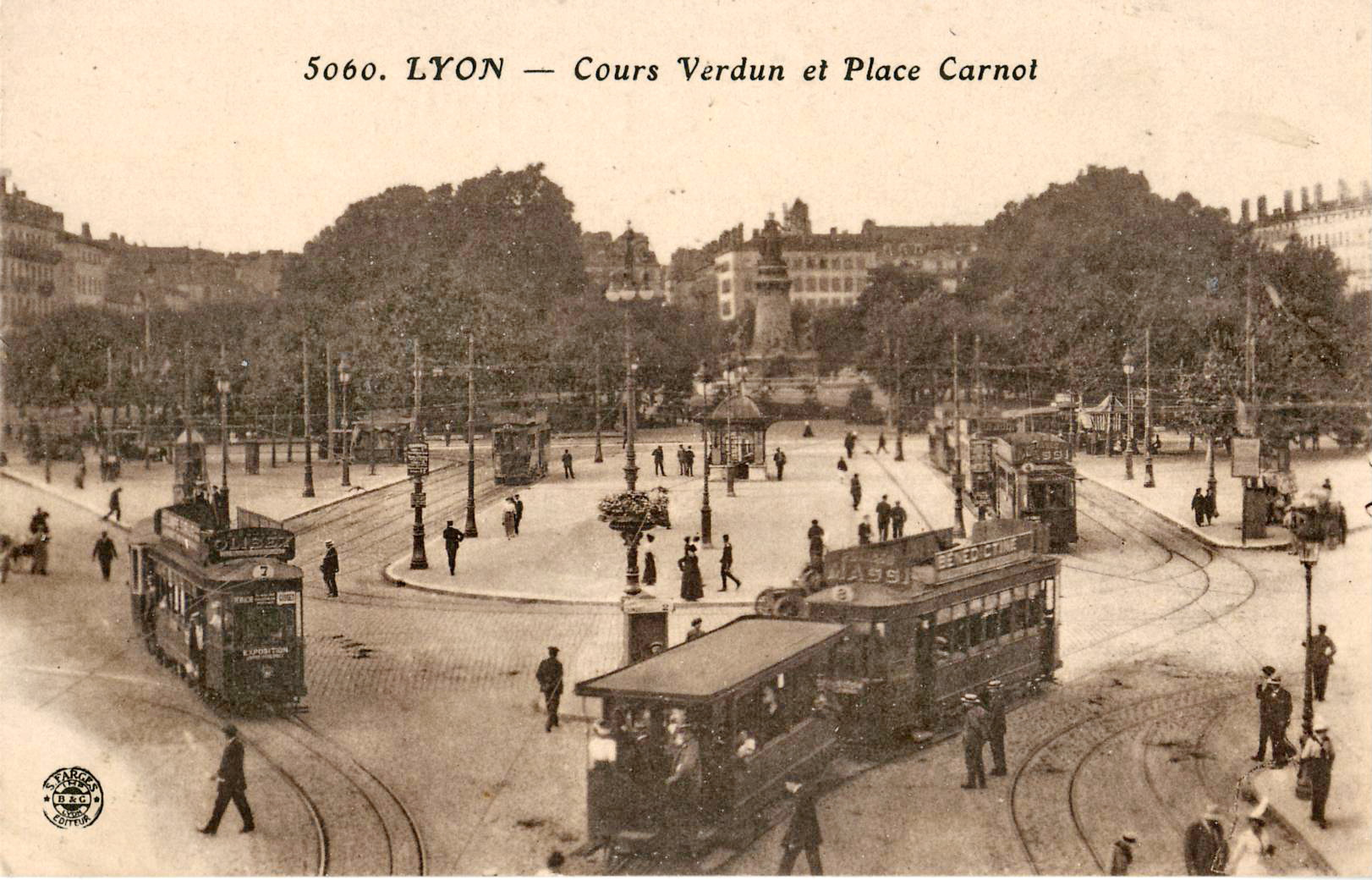
La place Carnot était un pôle majeur de correspondances des tramways
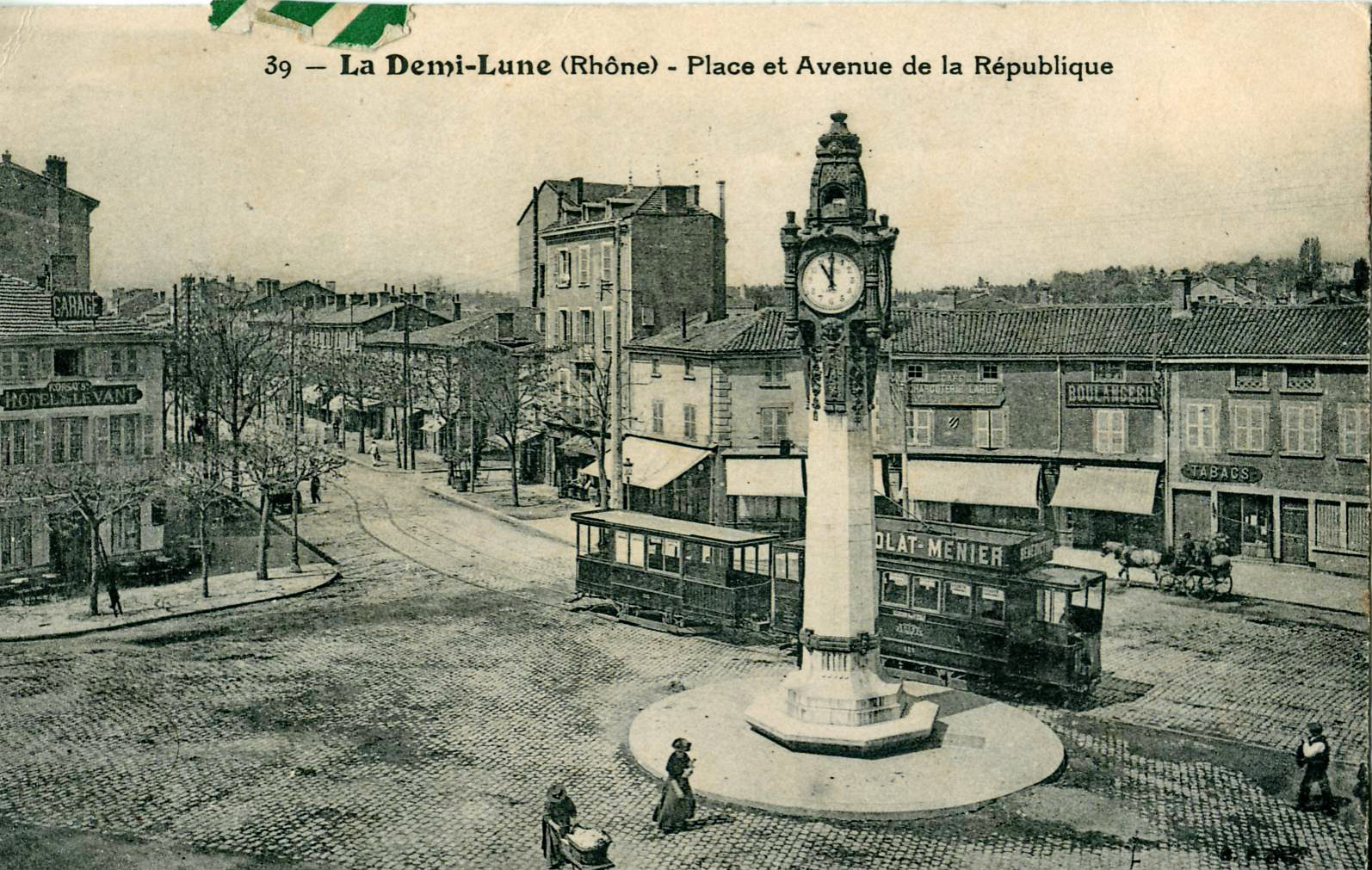
Tramway, de la ligne « 5 » à la Place de la Demi-Lune de Tassin-la-Demi-Lune
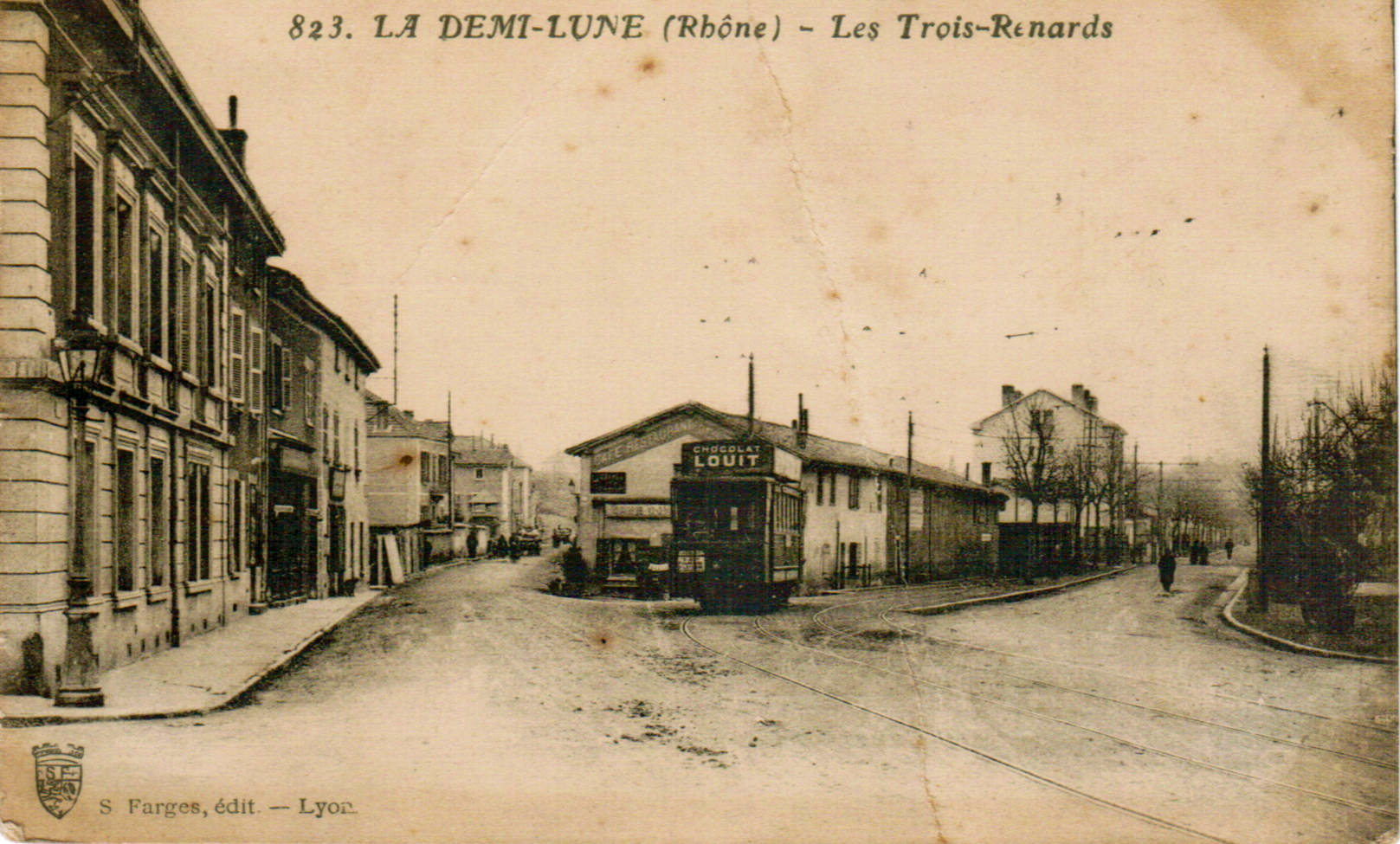
Tramway, de la ligne « 5 », aux Trois-Renards à Tassin-la-Demi-Lune
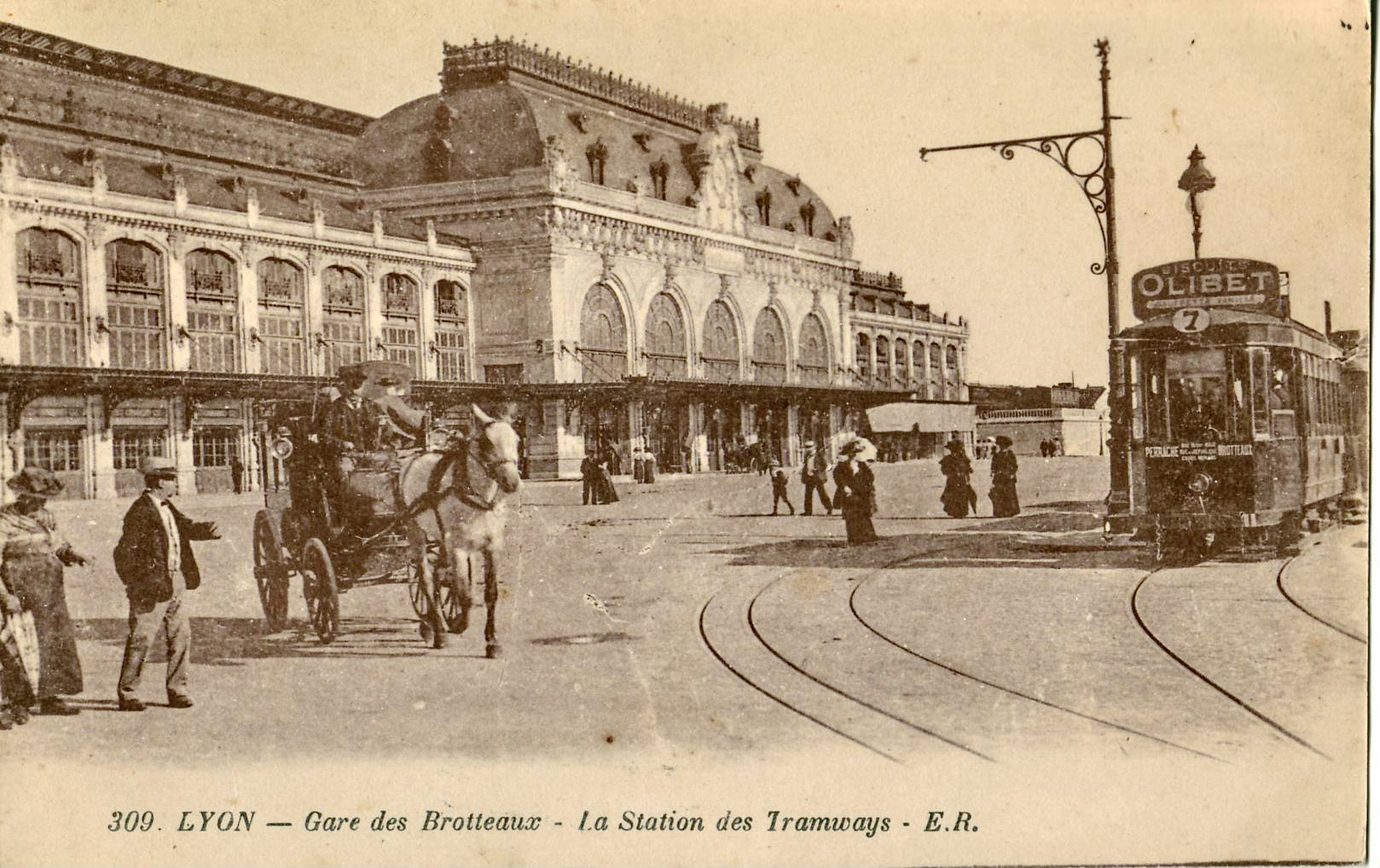
Tramway de la ligne « 7 » à la Gare des Brotteaux
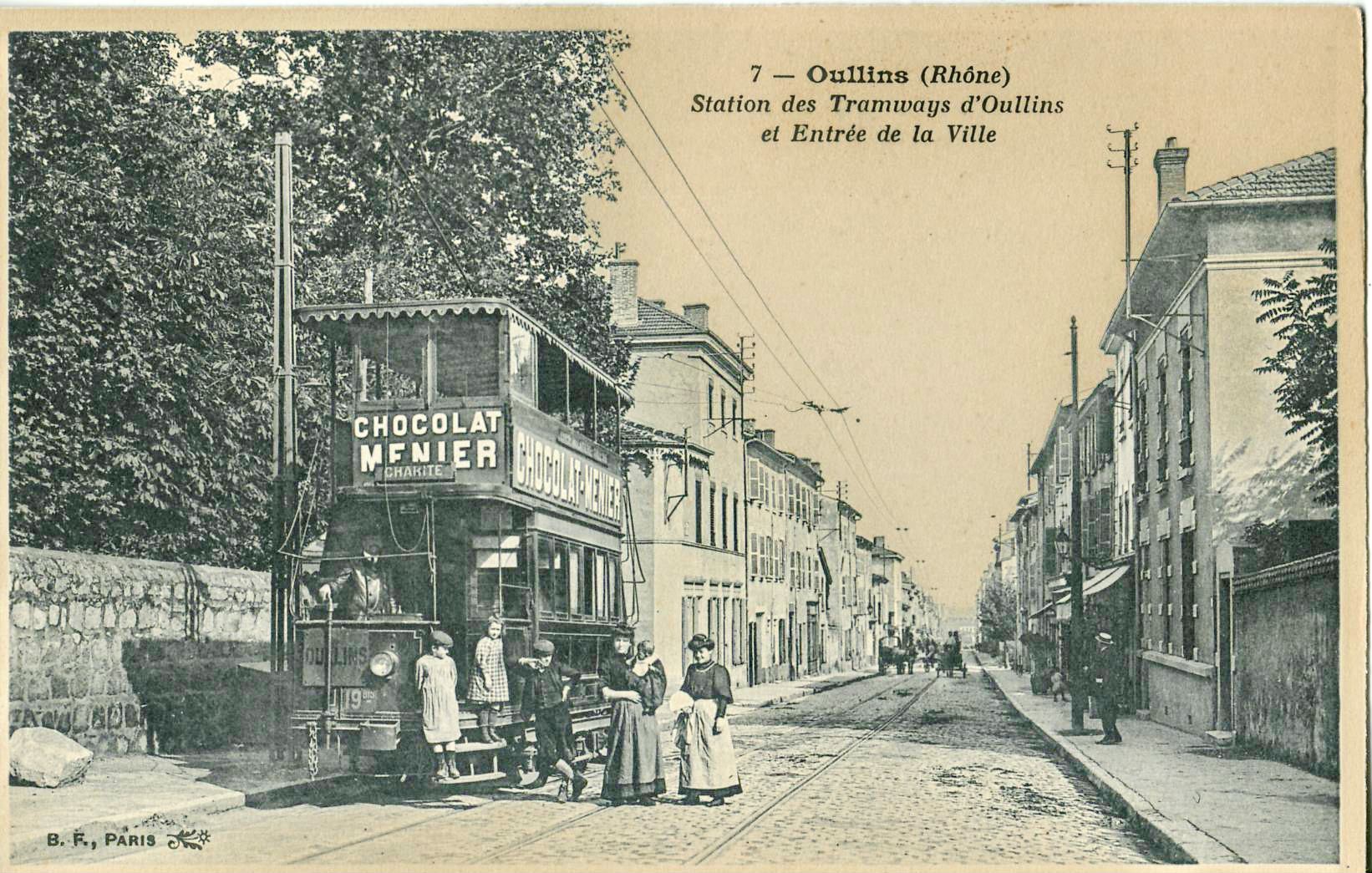
Tramway à impériale de la ligne 10 au terminus d'Oullins..
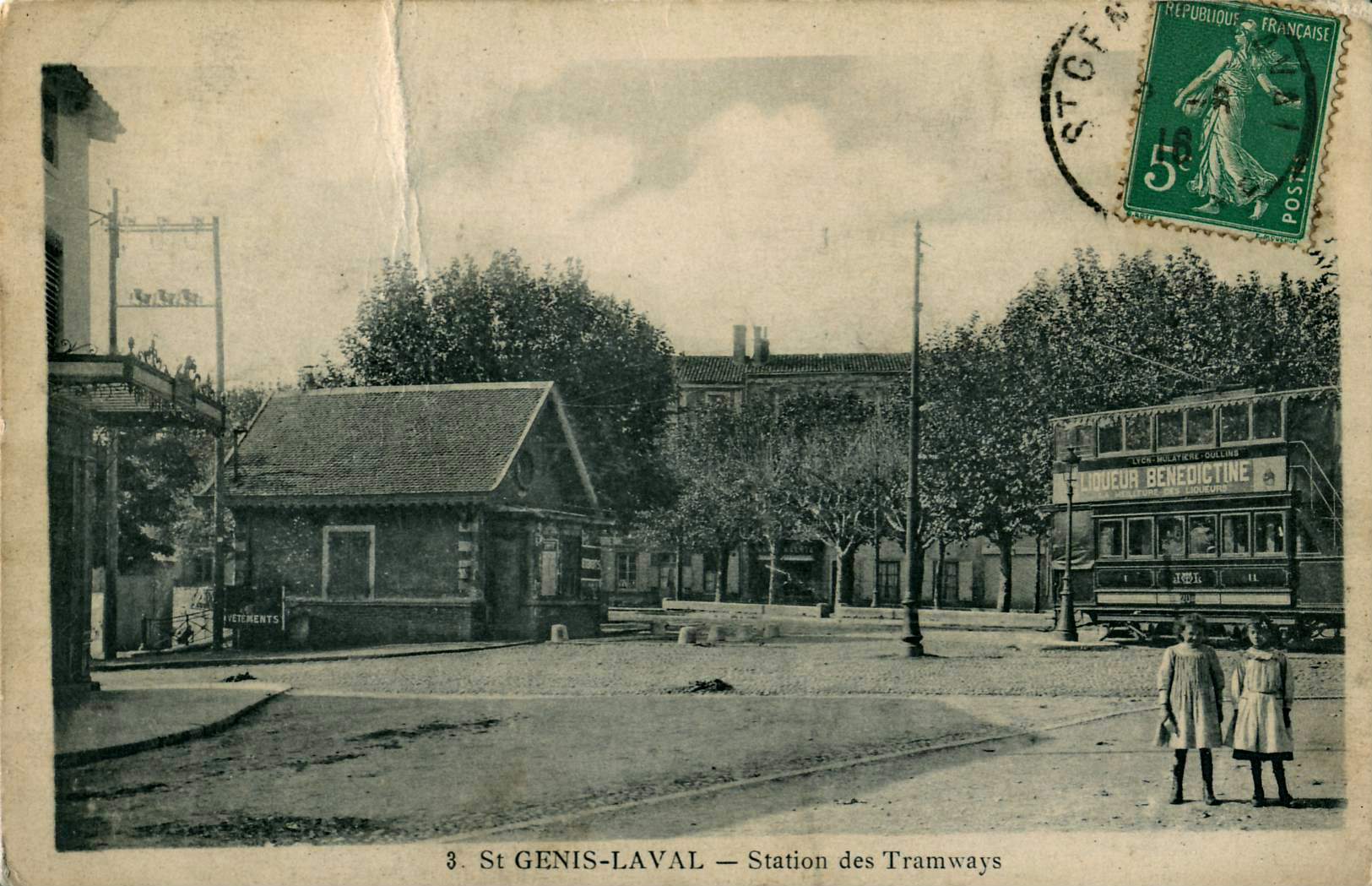
...et à Saint-Genis-Laval
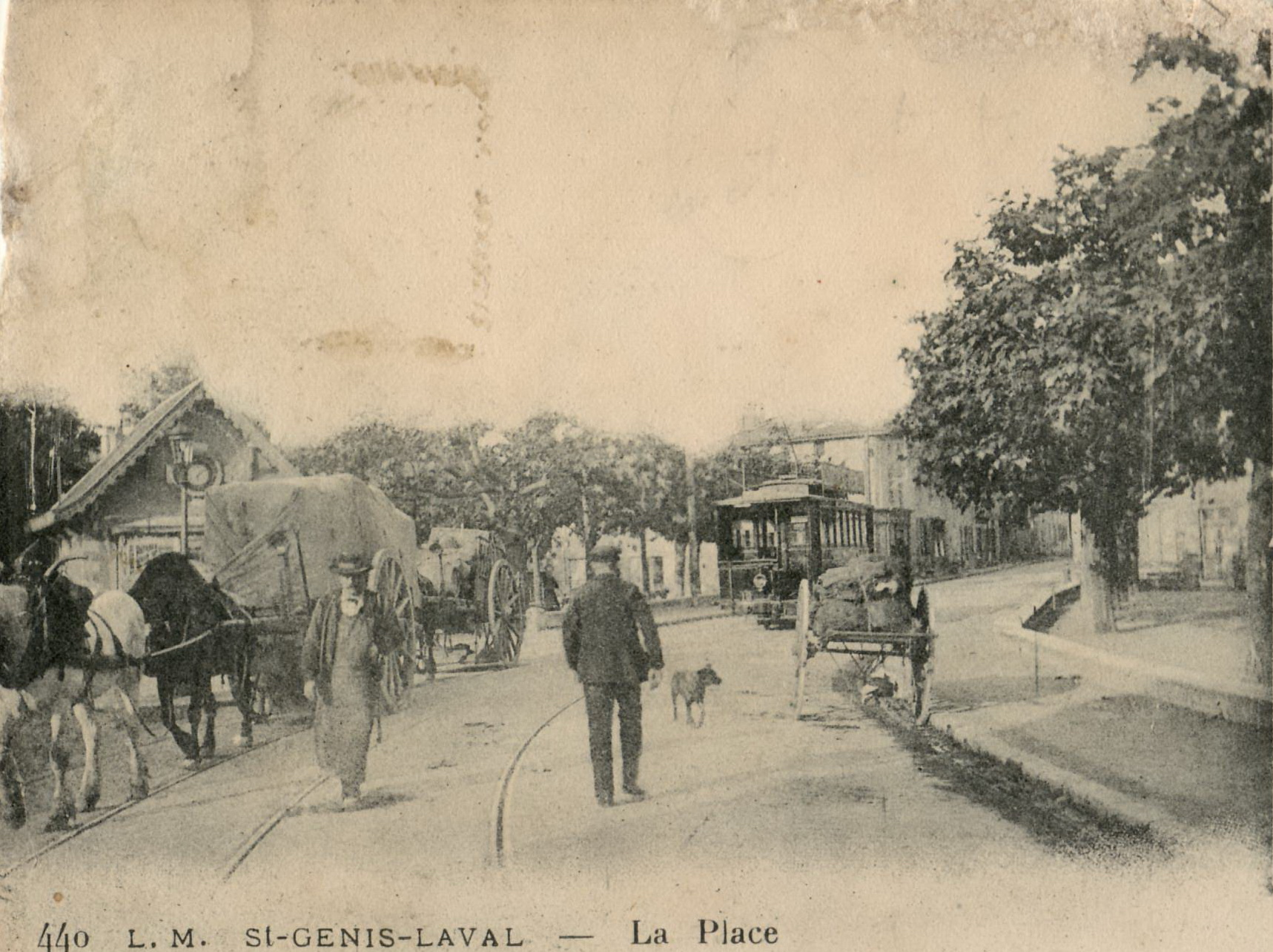
Le 10, place de  Saint-Genis-Laval.
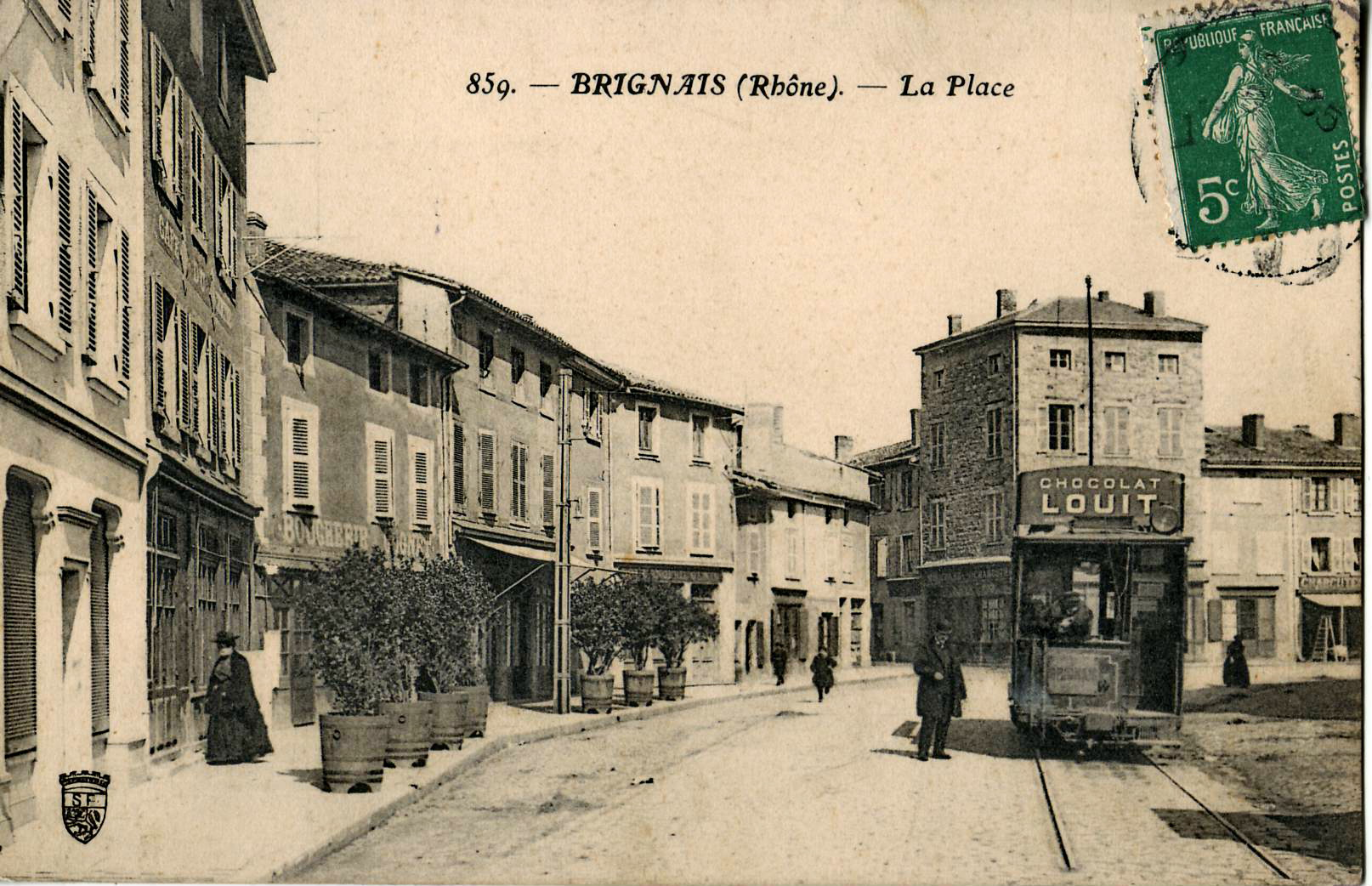
Tram à Brignais

#### Les lignes complémentaires OTL
- 11 : Bellecour - Bon-Coin (Villeurbanne) (5,5 km)[17] ;
- 12 : Bellecour - Saint-Fons, prolongée à Vénissieux (9,1 km) : la première ligne OTL à traction vapeur, système lamm et Francq  ouverte en 1888[18] ;
- 13 : Cours Bayard (au sud de Perrache) - Place Commandant Arnaud (à la Croix-Rousse) (5,7 km)[19] ;
- 14 : Place de la Charité - Pont d'Oullins - Chaponost (12,3 km)[20] ;
- 15 : Charité - Pierre-Bénite (5,8 km)[21] ;
- 16 : Lyon (Quai Jules-Courmont) - Pont de Sault-Brénaz (51 km) via notamment Villeurbanne, Vaulx-en-Velin, Décines, Meyzieu, Jonage, Jons, Villette d'Anthon, Saint-Romain-de-Jalionas, grottes de La Balme[22]…, embranchement de Belmont à Pont-de-Chéruy et Crémieu. La ligne est ouverte progressivement de 1907 à 1921[23], [24] ;

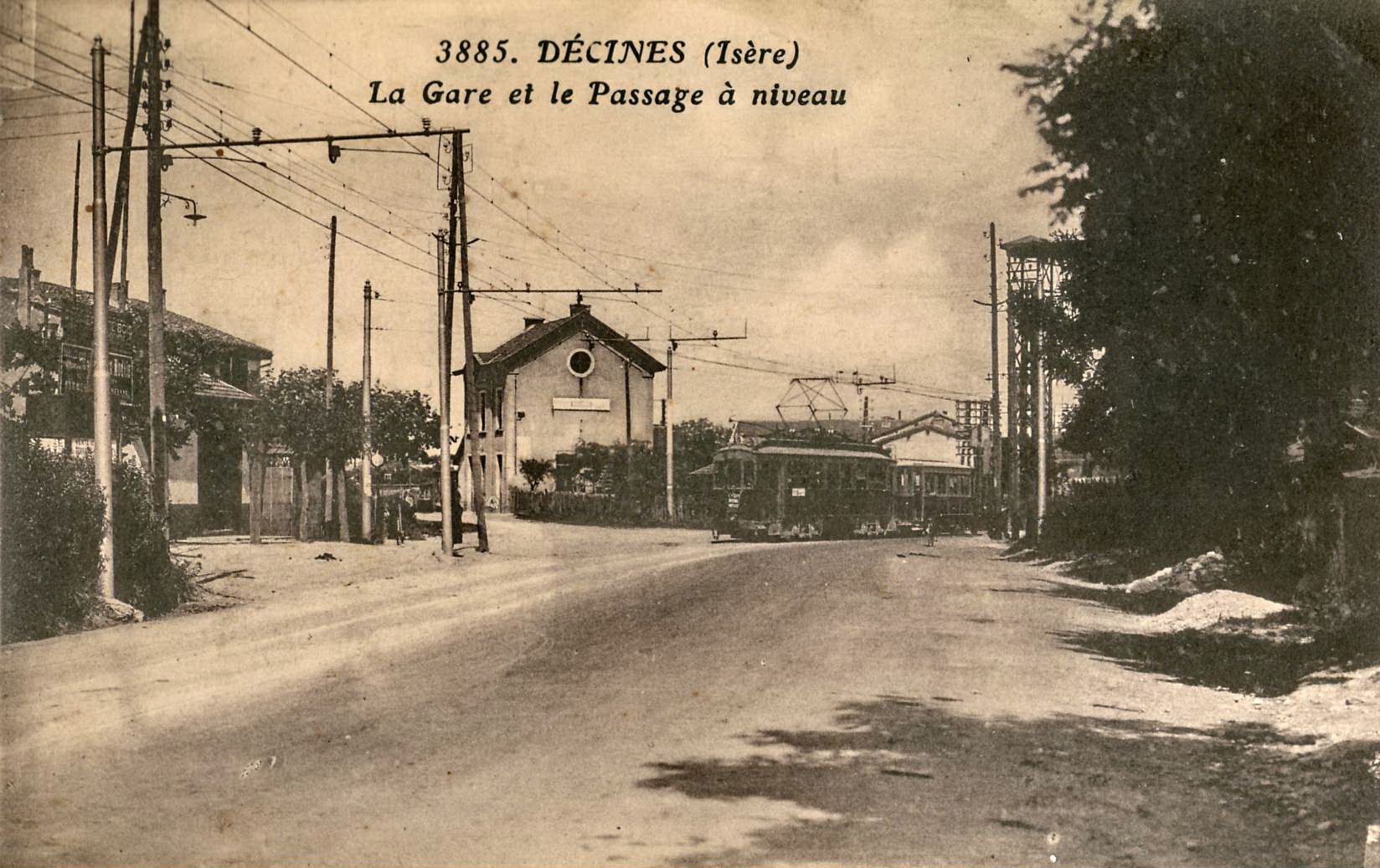
Le « 16 » à Décines Charpieu motrice Manage et remorque Mono
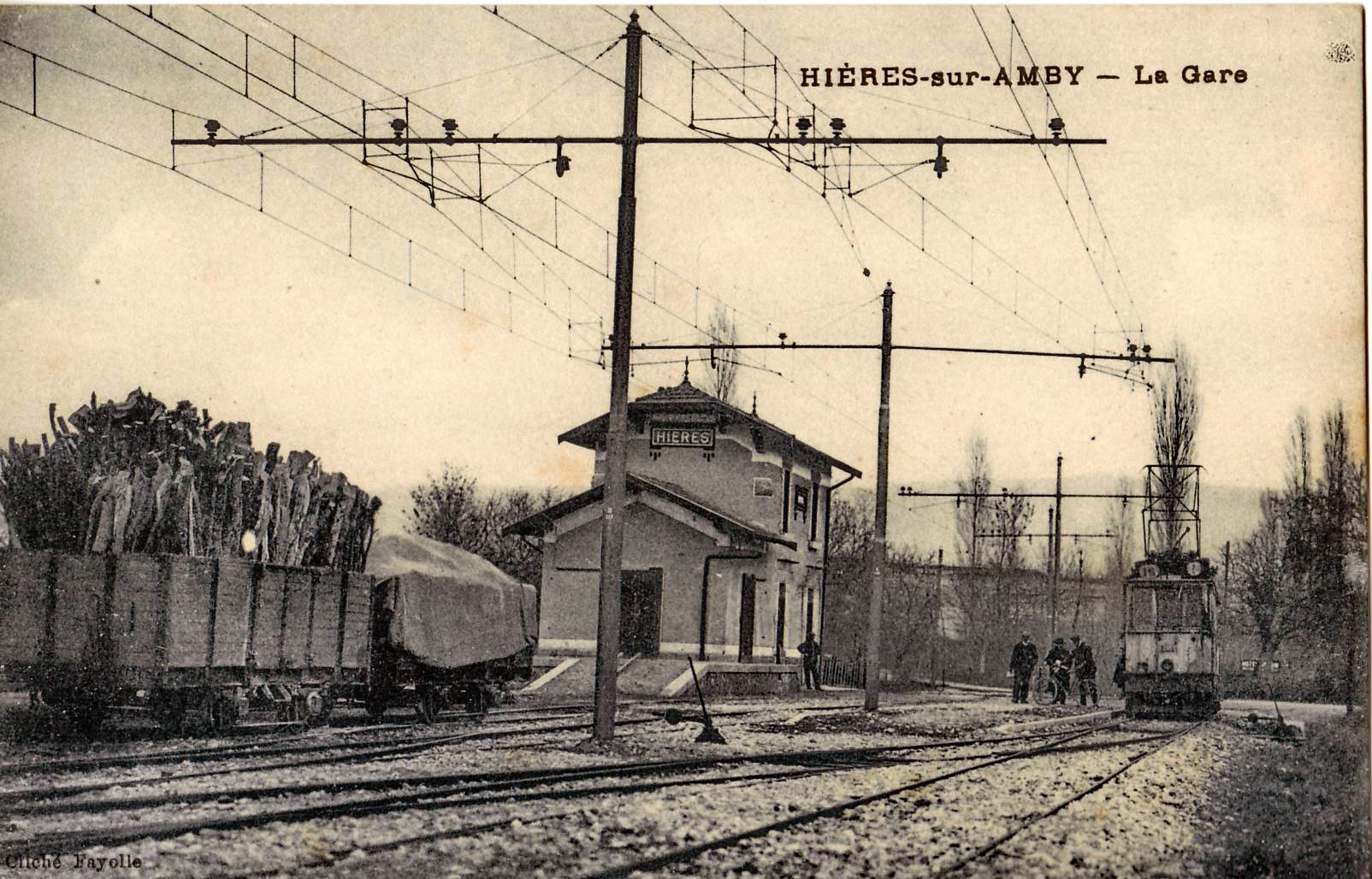
La ligne 16 était une véritable ligne de chemin de fer secondaire interurbain. On voit ici les larges installations de la gare de Hières-sur-Amby, où stationnent des wagons de marchandise, et une rame voyageur sur la droite du cliché

- 17 : Lyon (Quai Jules-Courmont) - Miribel - Montluel (21,1 km)[23], [25] ;

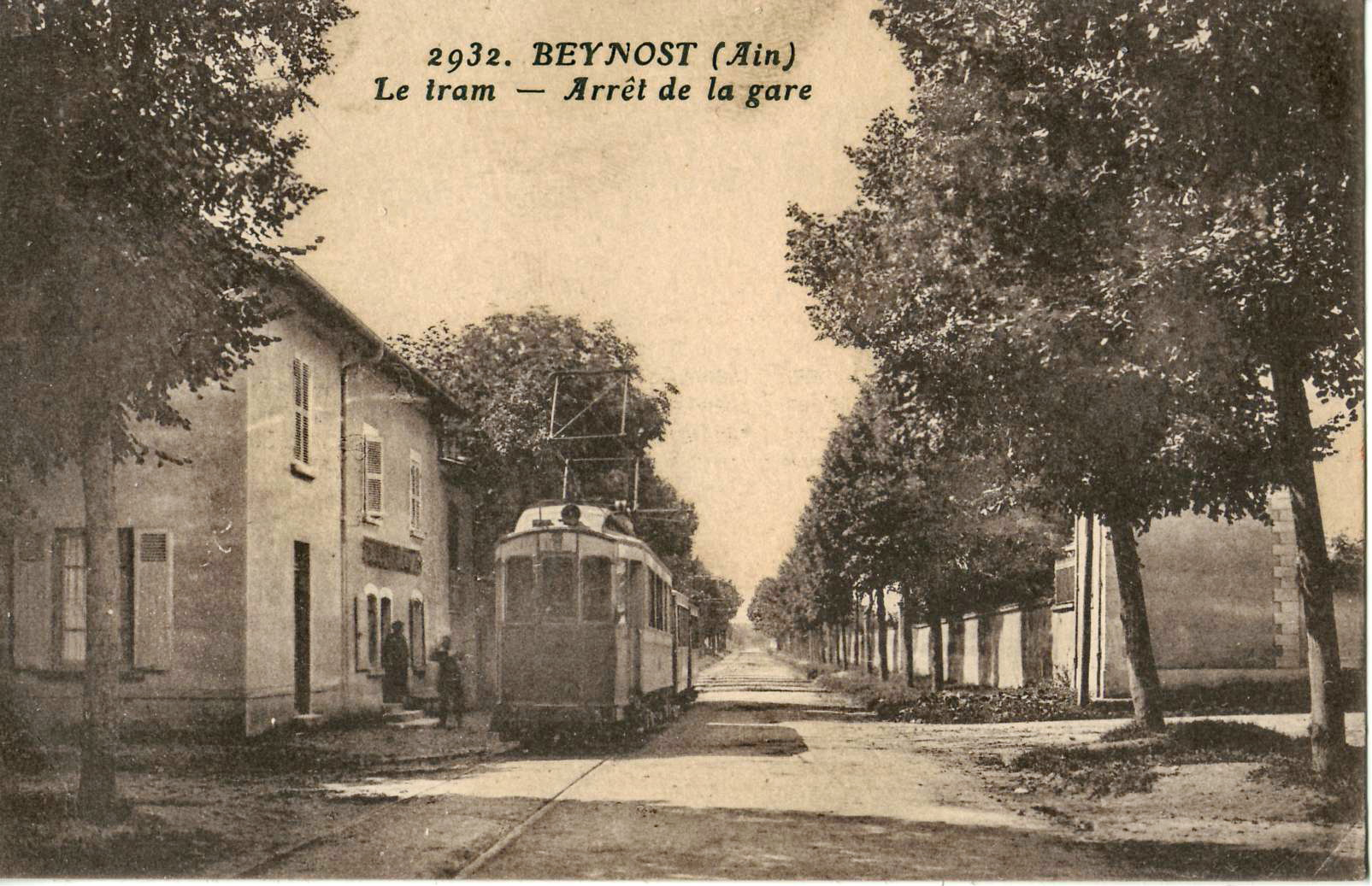
Le 17 à Beynost...
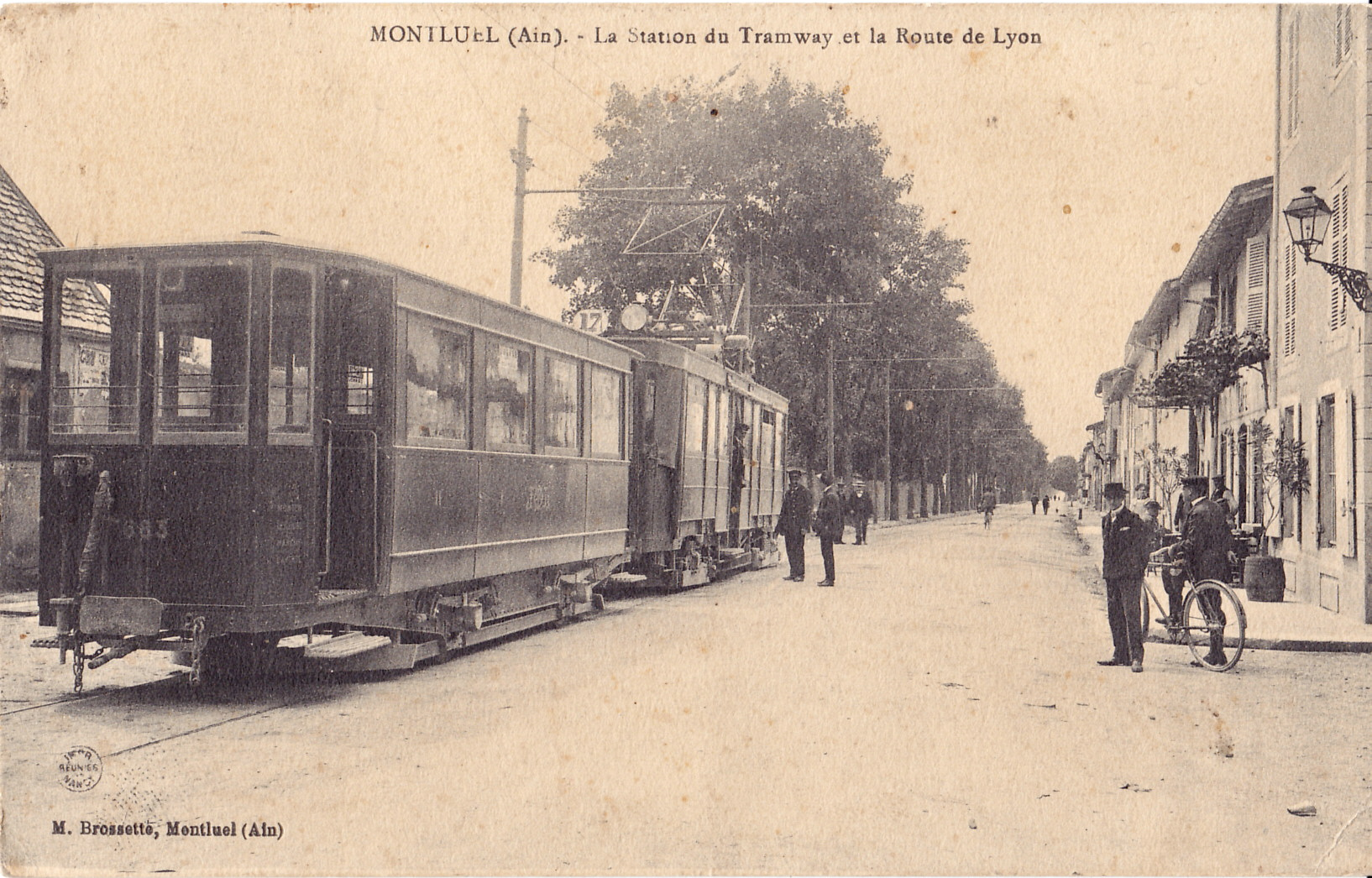
... et à son terminus de Montluel

- 18 : Place Sathonay (funiculaire rue Terme) - La Mouche, prolongée à Gerland (6,6 km)[26] (ex ligne 3bis) ;
- 28 : Les Cordeliers -  Brotteaux[27]
- 31 : Pont-Mouton - Saint-Rambert-l'Île-Barbe (3,6 km)[28],[29]
- 32 : Charité - Vitriolerie. (3,9 km)[30]

#### Acquisitions de l'OTL

##### La Société Anonyme du Tramway d'Écully

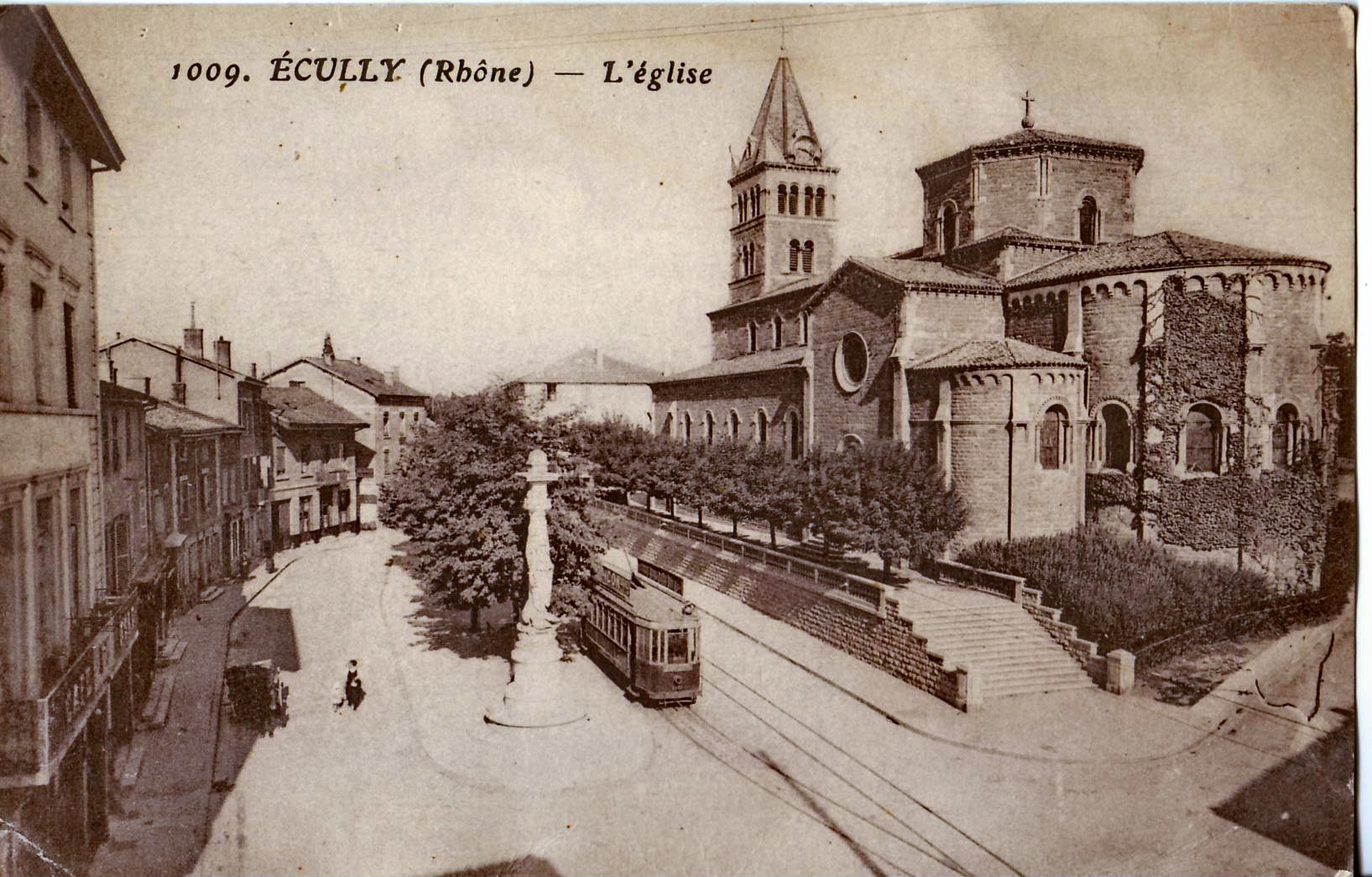
Le terminus de l'église d'Écully de la ligne Pont-Mouton - Écully de la STE

La Société Anonyme du Tramway d'Écully (STE) est fondée en mars 1894. Le 1er juillet 1899 a lieu la fusion entre la Société Anonyme du Tramway d'Ecully (STE) et l'OTL.
Lignes à voie métrique vers le nord-ouest :
- 19 : Pont-Mouton - Pont-d'Écully (3,05 km), électrifiée, ouverte le 16 octobre 1894 par la Société du tramway d’Écully. La ligne, prolongée du Pont d'Écully au centre-bourg dès le 28 novembre 1894, dispose en 1897 d'une antenne du Pont-d'Écully vers les Trois Renards à Tassin-la-Demi-Lune via la Place de l'horloge, prend l'indice « 19 », lors de son rachat par l'OTL. La ligne 5 reprend en 1900 l'antenne du Pont-d'Écully vers les Trois Renards, mise à voie à cette occasion à voie normale.
La ligne est supprimée le 26 septembre 1938[31] ;
- 20 : Pont-Mouton - Saint-Cyr-au-Mont-d'Or (5,3 km), électrifiée, ouverte le 9 mai 1898 par la Société du tramway d’Écully. La ligne prend l'indice « 20 », lors de son rachat par l'OTL[32] ;
- 21 : Pont-Mouton - Champagne-au-Mont-d'Or - Limonest (3,6 km puis 8,3 km), électrifiée, ouverte le 9 août 1898 par la Société du tramway d’Écully. La ligne prend l'indice « 21 », lors de son rachat par l'OTL[33] ;
- 22 : Pont-Mouton - Saint-Didier-au-Mont-d'Or (5,780 km), ouverte le 13 novembre 1909, et prolongée en 1915 pour le transport de marchandises militaires jusqu'au magasin militaire du secteur de Saint-Fortunat. En 1919, une partie de ce prolongement est ouvert au service voyageurs jusqu'à Chantemerle (carrefour entre les actuelles routes de Limonest et l’avenue Jean Jaurès), le surplus étant déposé[34].

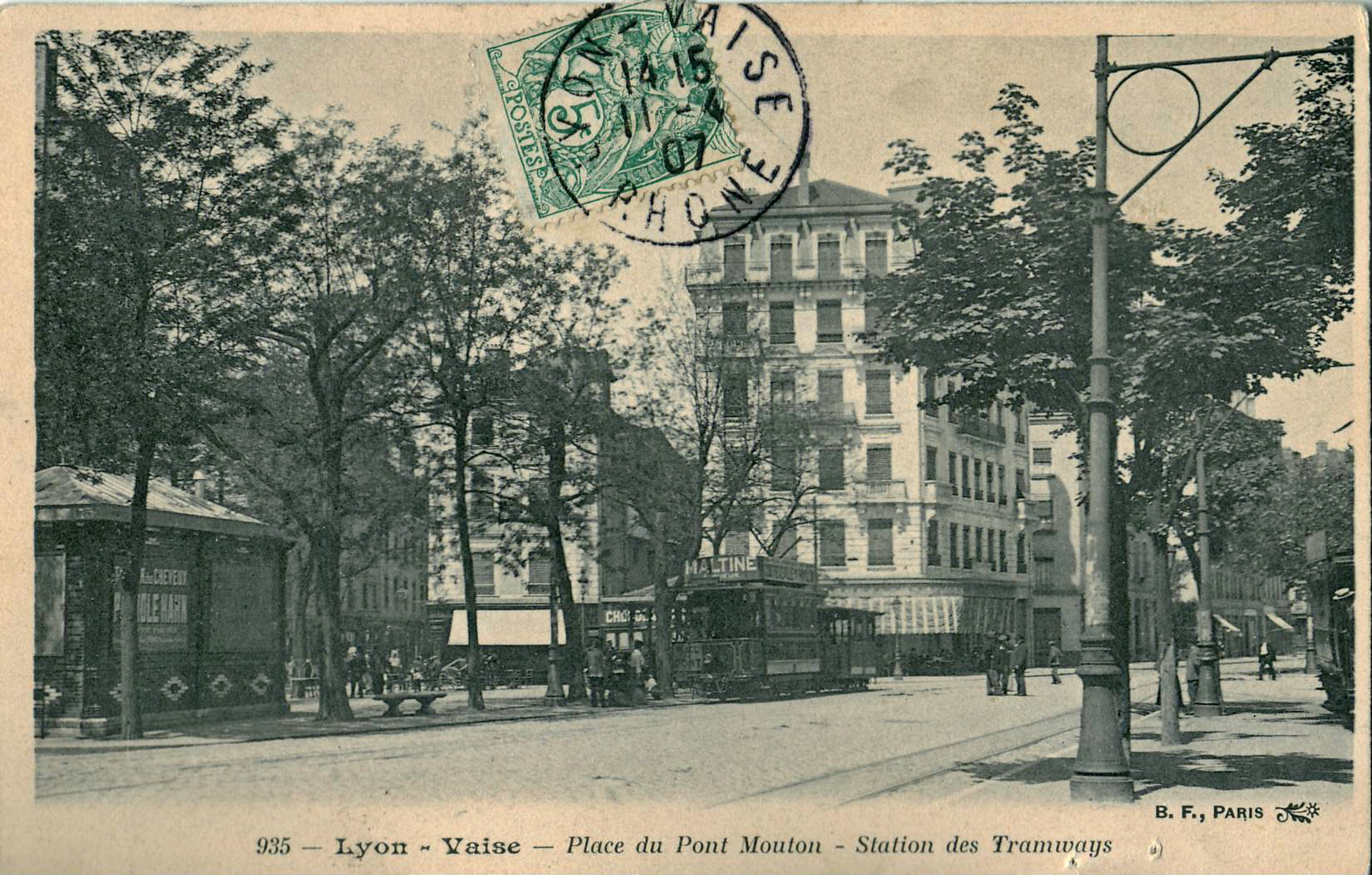
La station des tramways de la Place du Pont-Mouton (prédécesseur du Pont Clemenceau).
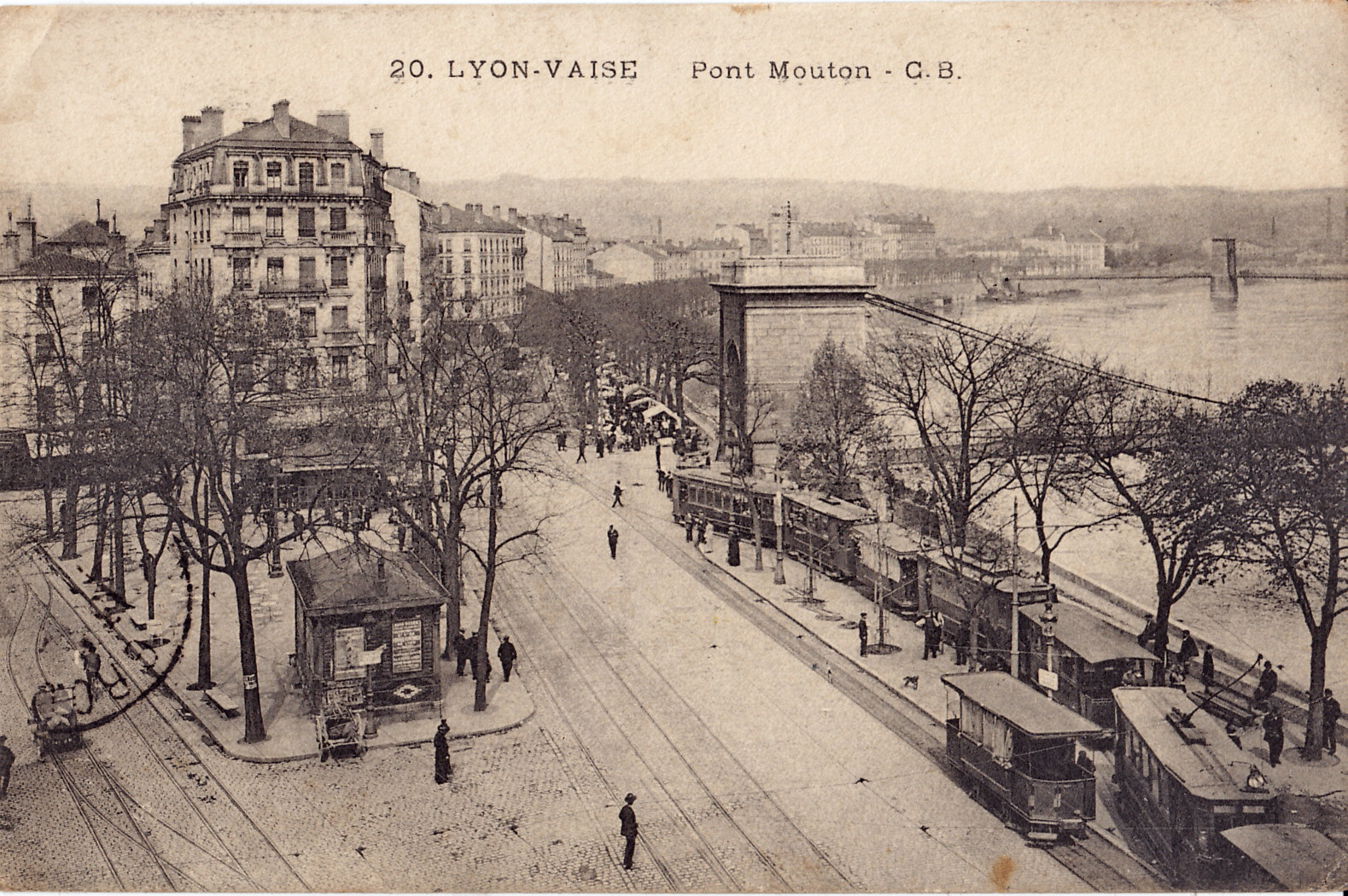
Autre vue de la station Pont-Mouton
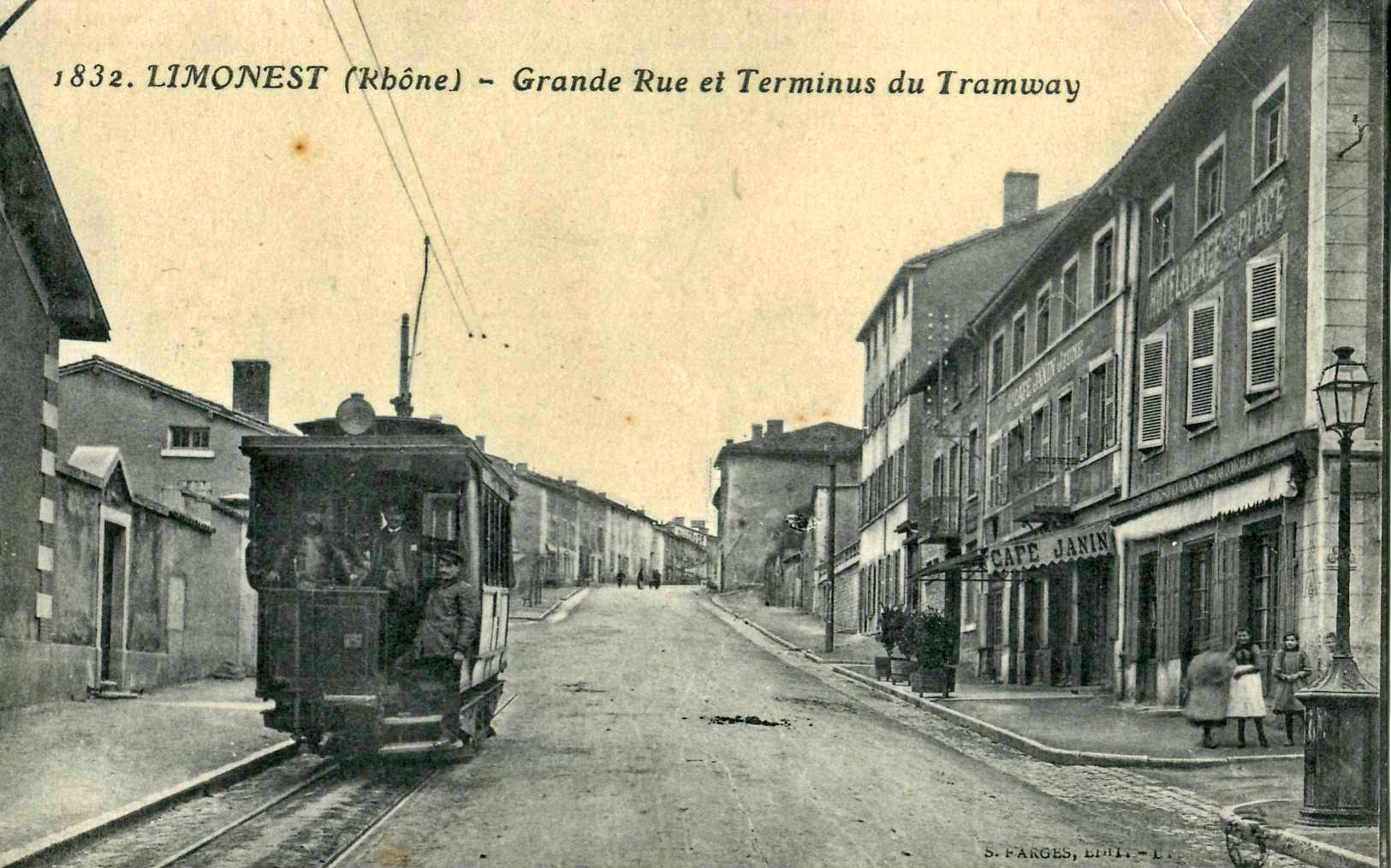
Le terminus de Limonest était constituée par une simple voie en impasse.
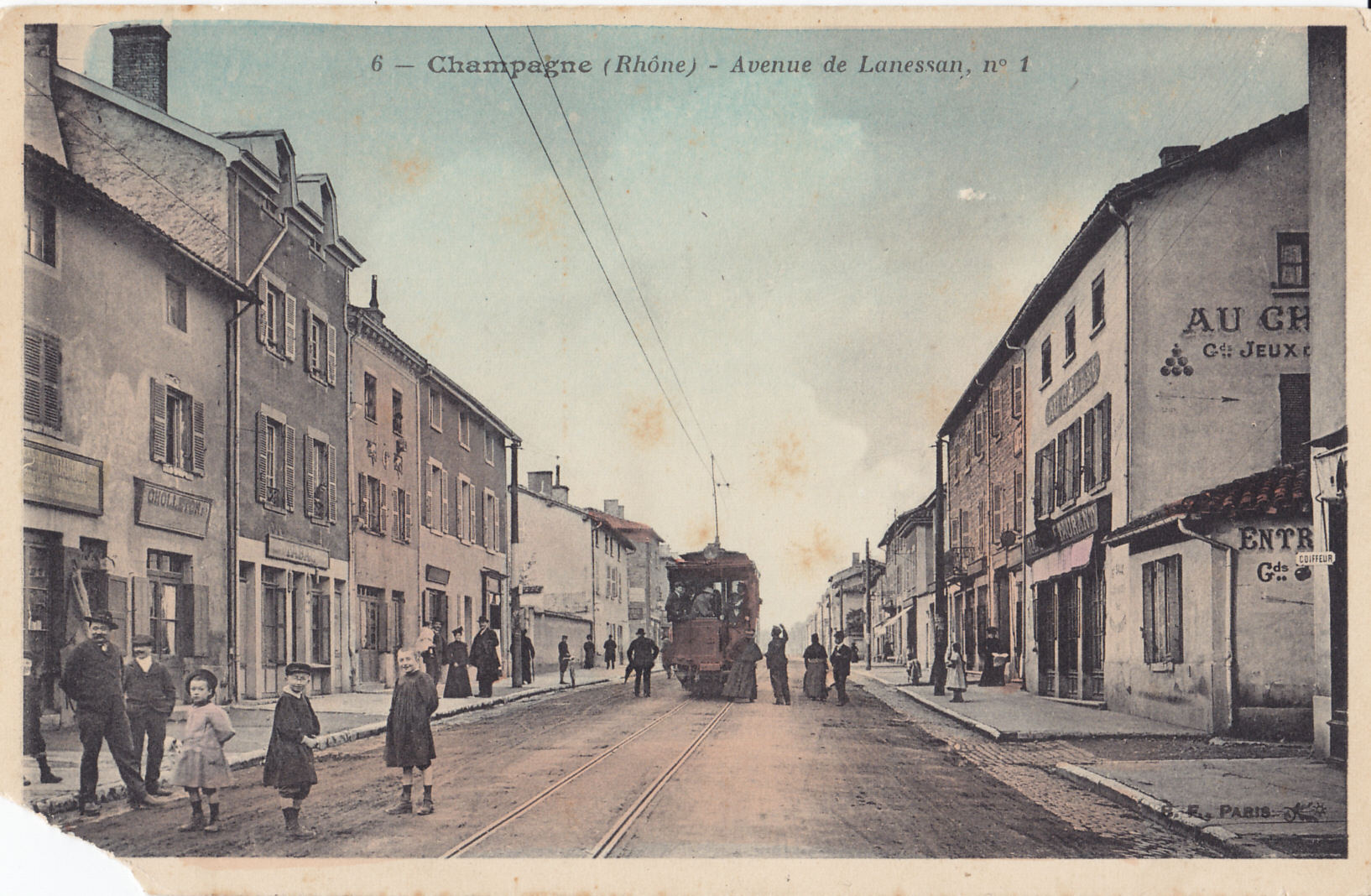
Le 21 à Champagne-au-Mont-d'Or.

##### La Société du Tramway de Sainte Foy(-lès-Lyon) (TSF)
Cette ligne à voie de 0,75 m et à traction électrique est la première ligne électrique de l'agglomération. Créée en 1893. Absorbée par la FOL en 1898. Tension de 320 V. Matériel : 3 automotrices avec pour constructeur "Averly" (pour le truck et la mécanique) et les établissements "Guillemet" (pour la caisse).
- Saint-Just (terminus du funiculaire) - Église de Sainte Foy-lès-Lyon (2,9 km)

##### La Compagnie Lyonnaise de Tramways (CLT)

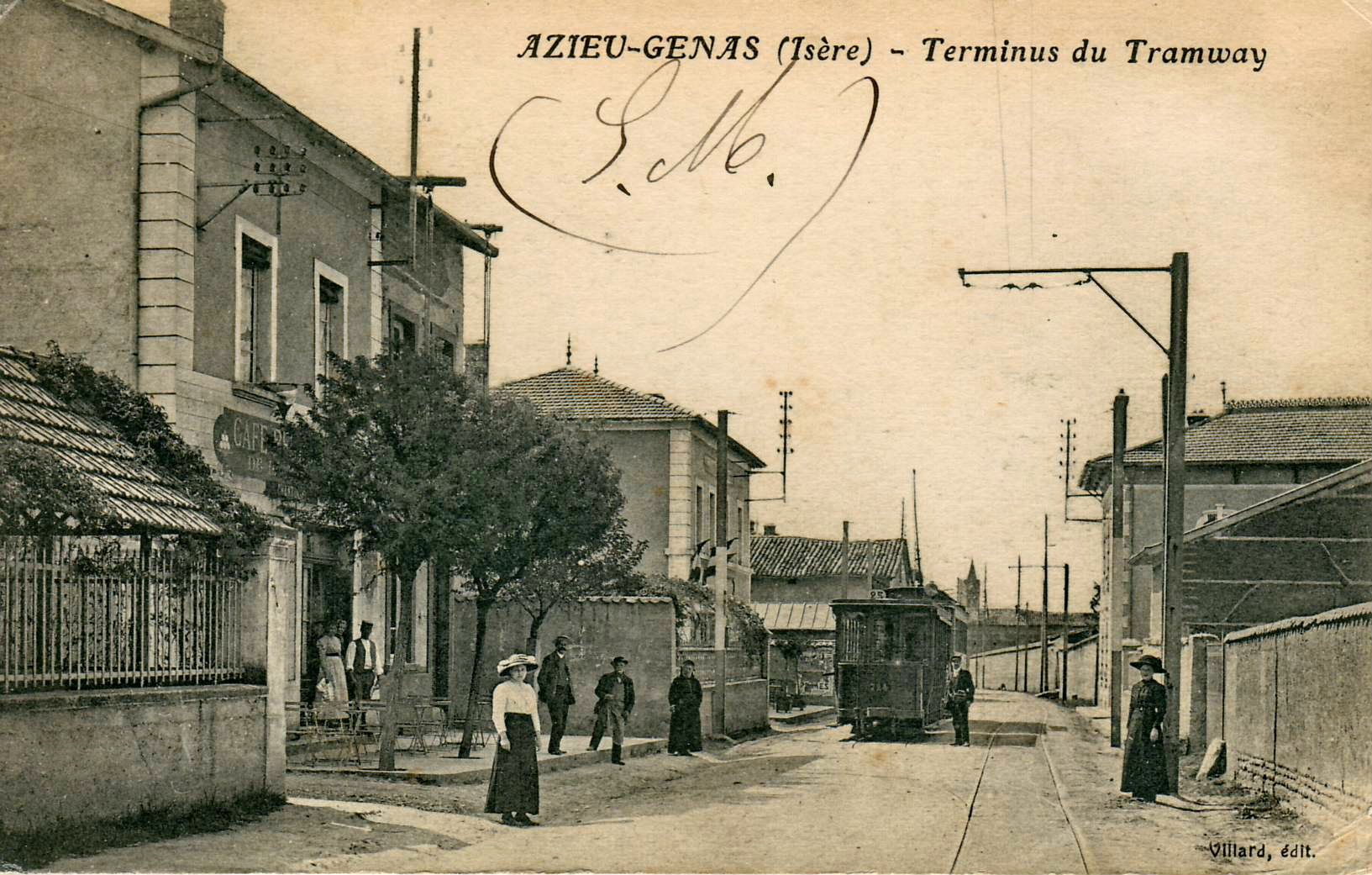
Un tramway de la ligne 25 à son terminus de Genas, avant 1914, avec une motrice à bogie de la NLT et une remorque ouverte dite « baladeuse »

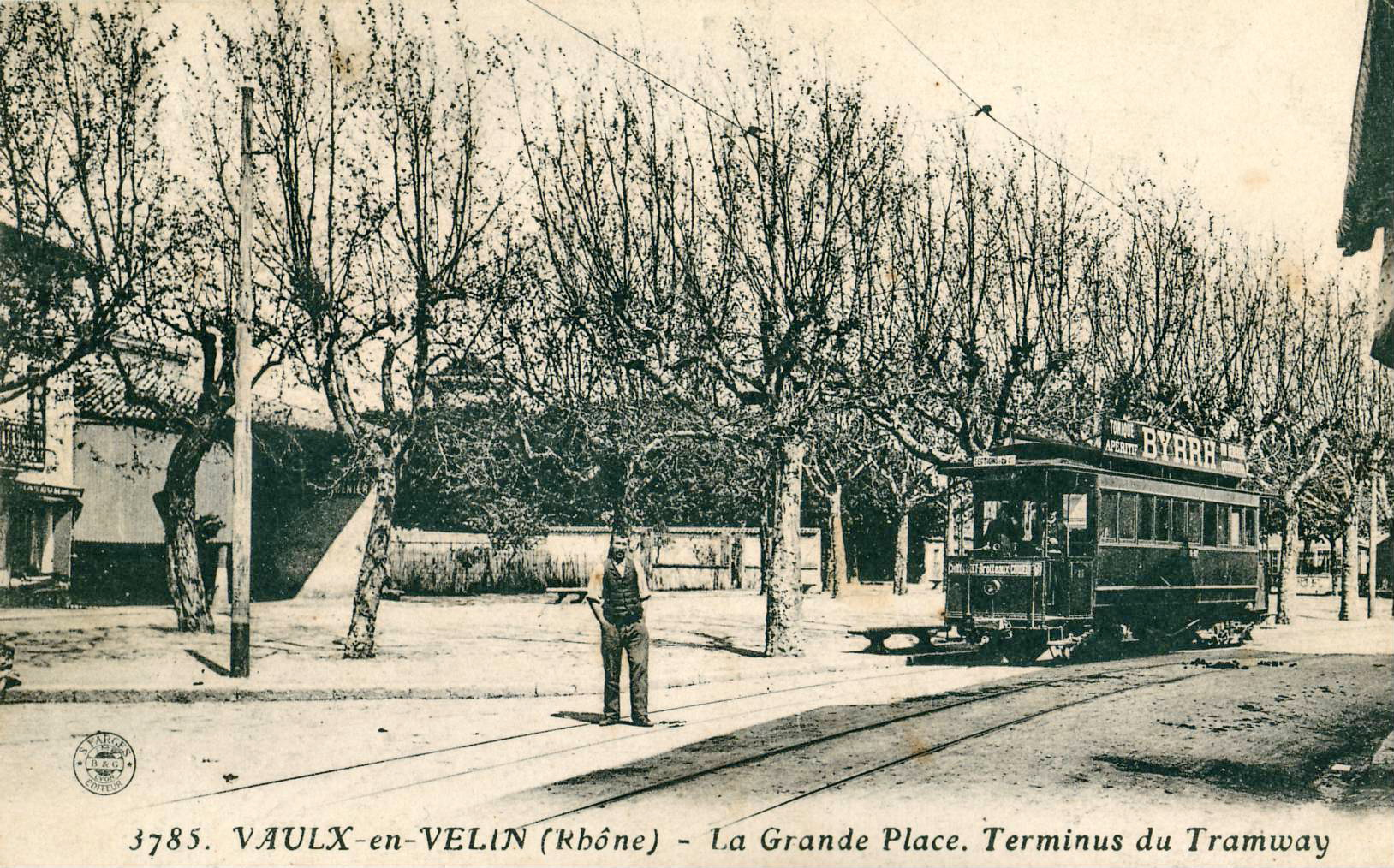
Le 27 à son terminus de Vaulx-en-Velin

Lignes à voie métrique et à traction mécanique édifiées sur la rive gauche du Rhône. La CLT remplace la Compagnie lyonnaise de tramways et de chemins de fer à voie étroite, fondée en 1886 par Messieurs Bailly, Duret et Peillon. Elle devient la Nouvelle Compagnie Lyonnaise des Tramways (NLT) en 1902, puis fusionne avec l'OTL le 1er septembre 1906.
- 23 : Cordeliers - Monplaisir-la-Plaine. (6,3 km), ligne à voie métrique et à traction mécanique (locomotives système Lamm & Francq), ouverte jusqu'au cimetière de la Guillotière le 11 août 1889 par la Compagnie lyonnaise de tramways et de chemins de fer à voie étroite. Cette compagnie est rachetée en 1893 par la Compagnie lyonnaise de tramways (CLT), qui, devenue NLT, prolonge la ligne en 1903 à la place du Bachut puis à Monplaisir, côté banlieue, et à la place des Cordeliers, côté centre-ville.
La ligne est alors électrifiée et équipée de motrices NLT série 400 qui circuleront jusqu’à la fermeture de la ligne en 1952[35],[36];
- 24 : Cordeliers - Bron (7,6 km), ligne à voie métrique et à traction mécanique (locomotives système Lamm & Francq), ouverte jusqu'à l'Asile de Bron le 14 avril 1889 par la Compagnie lyonnaise de tramways et de chemins de fer à voie étroite. Cette compagnie est rachetée en 1893 par la Compagnie lyonnaise de tramways (CLT), qui prolonge la ligne jusqu'à Bron – Village. 
En 1902, la compagnie, devenue NLT, électrifie la ligne. L'OTL attribue l'indice « 24 » à la ligne lors du rachat de la NLT en 1906[37] ;
- 25 : Cordeliers - Montchat- Genas (14,6 km), ligne à voie métrique et à traction mécanique (locomotives système Lamm & Francq), ouverte le 29 février 1896 entre le Pont Lafayette RG et Montchat par la Compagnie lyonnaise de tramways (CLT).
La ligne est prolongée en 1898 jusqu'aux Cordeliers, et électrifiée en 1902. L'exploitant, désormais appelé NLT, l'équipe de  motrices NLT à bogies et la prolonge en 1903 à Genas (alors dans le département de l’Isère) via Bron et Chassieu.
La ligne prend l'indice « 25 » lors du rachat de la NLT par l'OTL[38] ;
- 26 : Perrache - Parc de la Tête d'Or- Saint-Jean (8,2 km), ligne à voie métrique et à traction mécanique (locomotives système Lamm & Francq), ouverte le 9 septembre 1895 par la CLT entre Casimir-Périer et Le Parc. La ligne est électrifiée par la CLT en 1901.
L'exploitant, devenu NLT, prolonge la ligne du Parc aux Cordeliers en 1906.
La ligne prend l'indice « 26 » en 1906 lors du rachat de la NLT par l'OTL, qui supprime le tronçon entre Casimir-Périer et Perrache, et prolonge la ligne des Cordeliers à Saint-Jean[39] ;
- 27 : Cordeliers - Croix-Luizet - Vaulx-en-Velin (8,3 km), ligne à voie métrique et partiellement électrifiée, ouverte le 11 novembre 1899 par la CLT et exploitée par des motrices électriques mixtes (alimentation par ligne aérienne sur les sections équipées et par batterie d’accumulateurs ailleurs) entre Les Cordeliers et Villeurbanne - place de la Bascule, où elle se dédouble en une branche vers Croix-Luizet et l'autre vers Cusset.
La ligne est totalement électrifiée en 1901, et la branche de Croix-Luizet est prolongée en 1903 à Vaulx-en-Velin.
La ligne prend l'indice « 27 » en 1906, lors du rachat de la NLT par l'OTL, et perd en 1911 sa branche Villeurbanne (place de la Bascule) - Cusset, qui intègre la ligne « 7 » après transformation en voie normale[40].

##### La Compagnie du Fourvière Ouest Lyonnais (FOL)

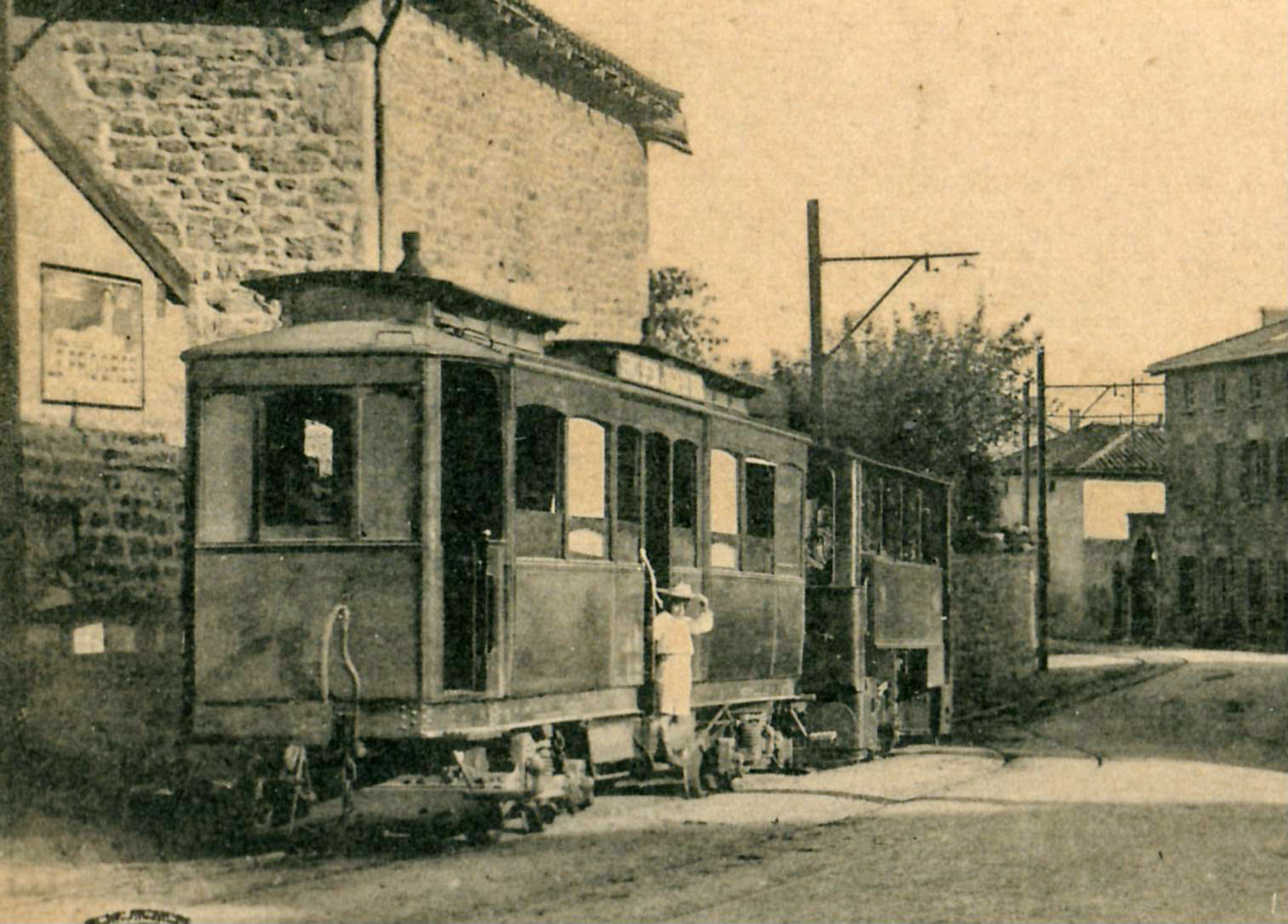
Rame du FOL au terminus de Vaugneray-Bourg

Funiculaires de Fourvière et de Saint-Just et tramways du plateau ouest. Absorbée par l'OTL le 1er janvier 1911
La numérotation a été effective une fois que les lignes ont intégré le réseau OTL
- 29 : Saint-Just - Sainte-Foy-lès-Lyon puis Pont Tilsitt - Sainte-Foy-lès-Lyon (4,4 km)[41]
- 30 : Saint-Just - Francheville puis Pont Tilsitt - Francheville (8,6 km)[42]

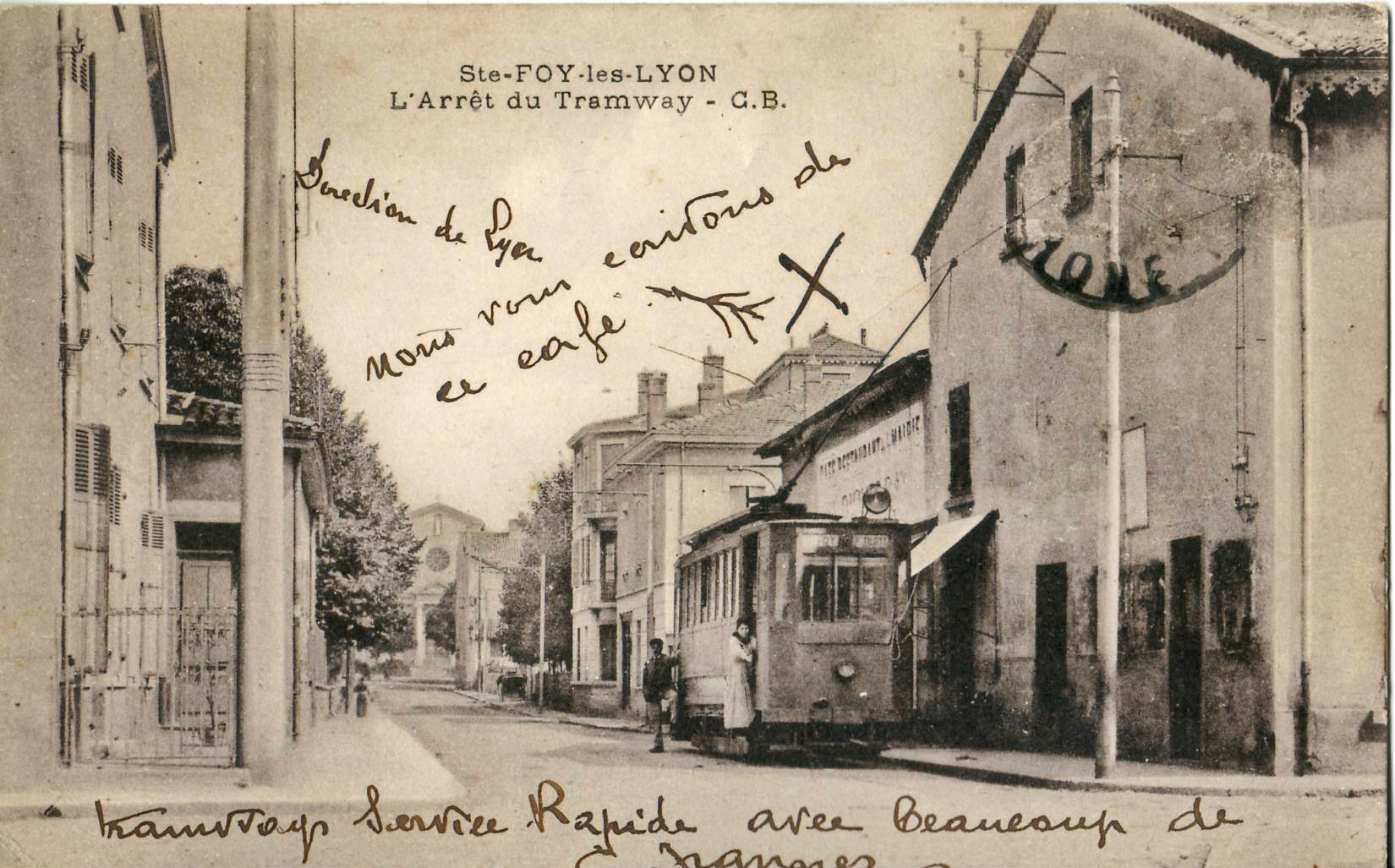
Le 29 à Sainte-Foy-lès-Lyon dans les années 1910

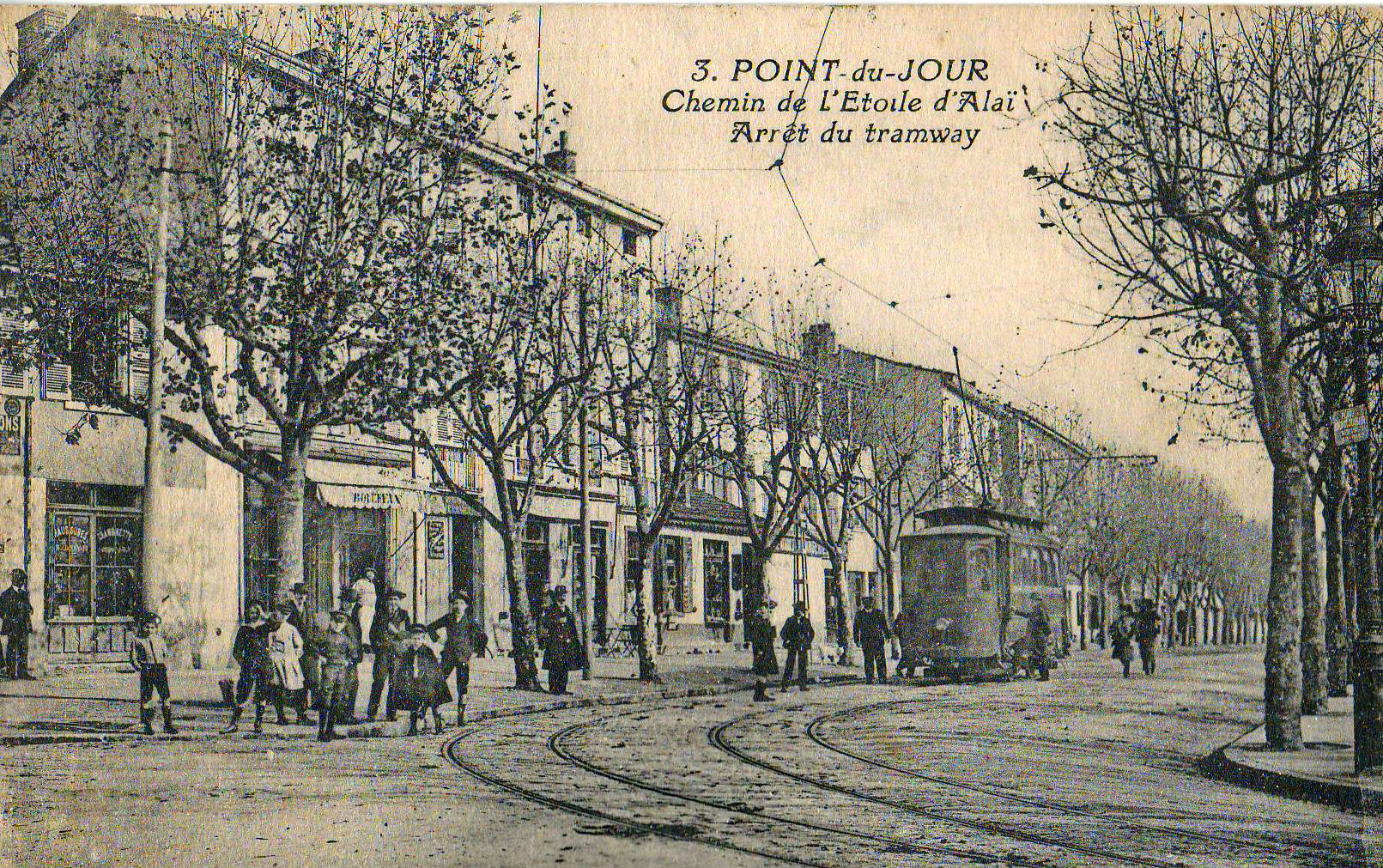
Un tramway au point du jour (ligne 30)

- Train de Vaugneray (14,8 km) ou Mornant (27,3 km)

##### La compagnie du chemin de fer Saint Paul - Fourvière - Loyasse (SPFL)

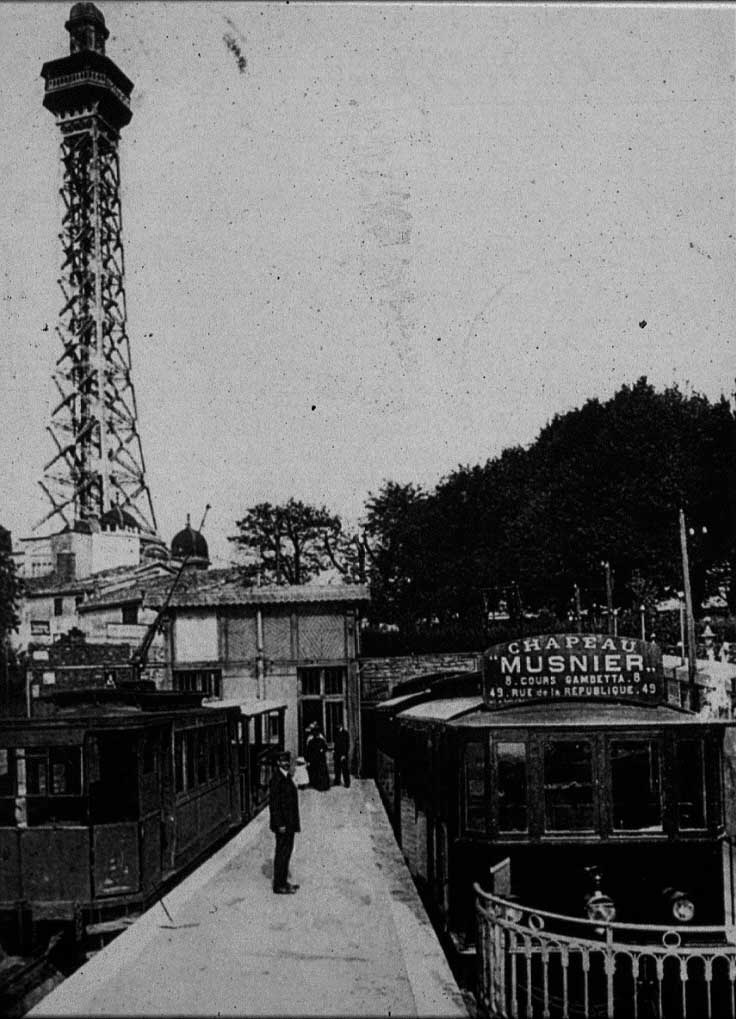
La station de Fourvière et la correspondance entre le tram pour Loyasse et le funiculaire

Cette compagnie absorbée par l'OTL en 1908 avait obtenu la concession d'un chemin de fer d'intérêt local pour desservir le plateau de Loyasse. L'ensemble se composait d'un funiculaire et d'un tramway à voie métrique.
- Funiculaire Saint Paul - Fourvière (514 m)
- Tramway Fourvière - Loyasse (860 m)

##### Compagnie de Lyon Croix-Paquet à Lyon Croix-Rousse
Cette compagnie construit et met en service, le 13 avril 1891, un funiculaire entre la place Croix Paquet et le boulevard de la Croix Rousse. Elle sera absorbée par l'OTL le 1er juillet 1914

##### La Compagnie du Tramway de Caluire (CTC)

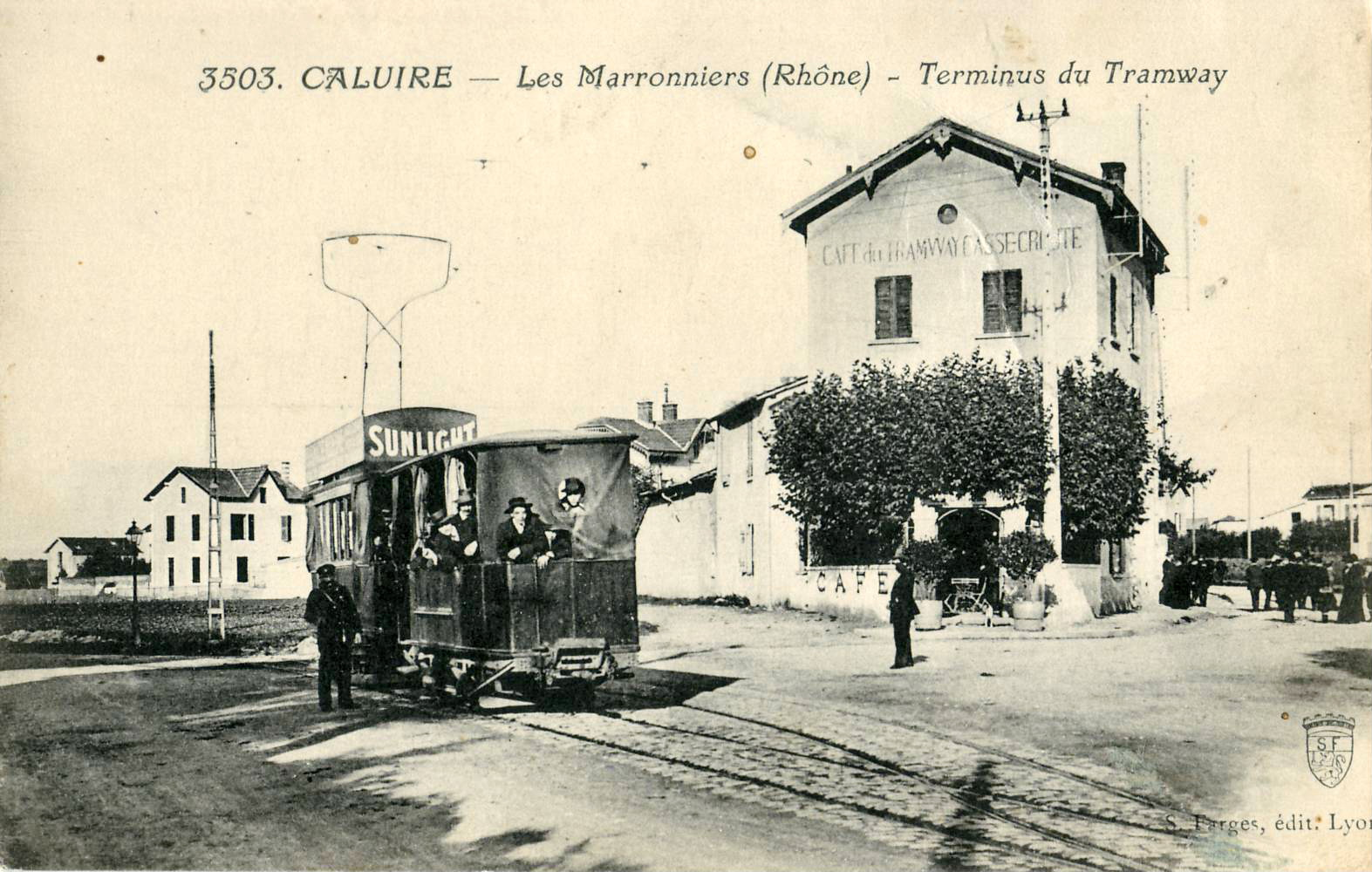
Le terminus de Caluire - Les Marronniers

Cette compagnie créée en 1895 met en service un tramway, le 1er juillet 1897, entre Le boulevard de la Croix Rousse et Caluire.
Absorbée par l'OTL le 1er juillet 1914. Construite à l'origine à voie métrique, elle est transformée en voie normale en 1925.
- 33 : Croix-Rousse - Caluire. (5,3 km)[43]

#### Les Tramways de l'Ouest du Dauphiné (TOD)
Cette compagnie succède en 1924, à la Compagnie des Chemins de fer du Sud de la France, qui a ouvert en 1909, une ligne à voie métrique entre Saint-Jean-de-Bournay, dans le département de l'Isère et Lyon. Le terminus est situé à Montplaisir, dans un ancien dépôt CLT. Il est accessible par emprunt de la ligne 23 sur 1,6 km. La ligne TOD est exploitée en traction à vapeur avec des locomotives de type bicabines qui roulent dans les rues de Lyon.
En 1925 l'OTL par le biais d'une convention assurera un service entre Lyon et Saint-Priest, qui deviendra la ligne 34
- 34 Cordeliers - Saint Priest (12,5 km)[44]

#### La Compagnie du Tramway de Lyon à Neuville (TLN)

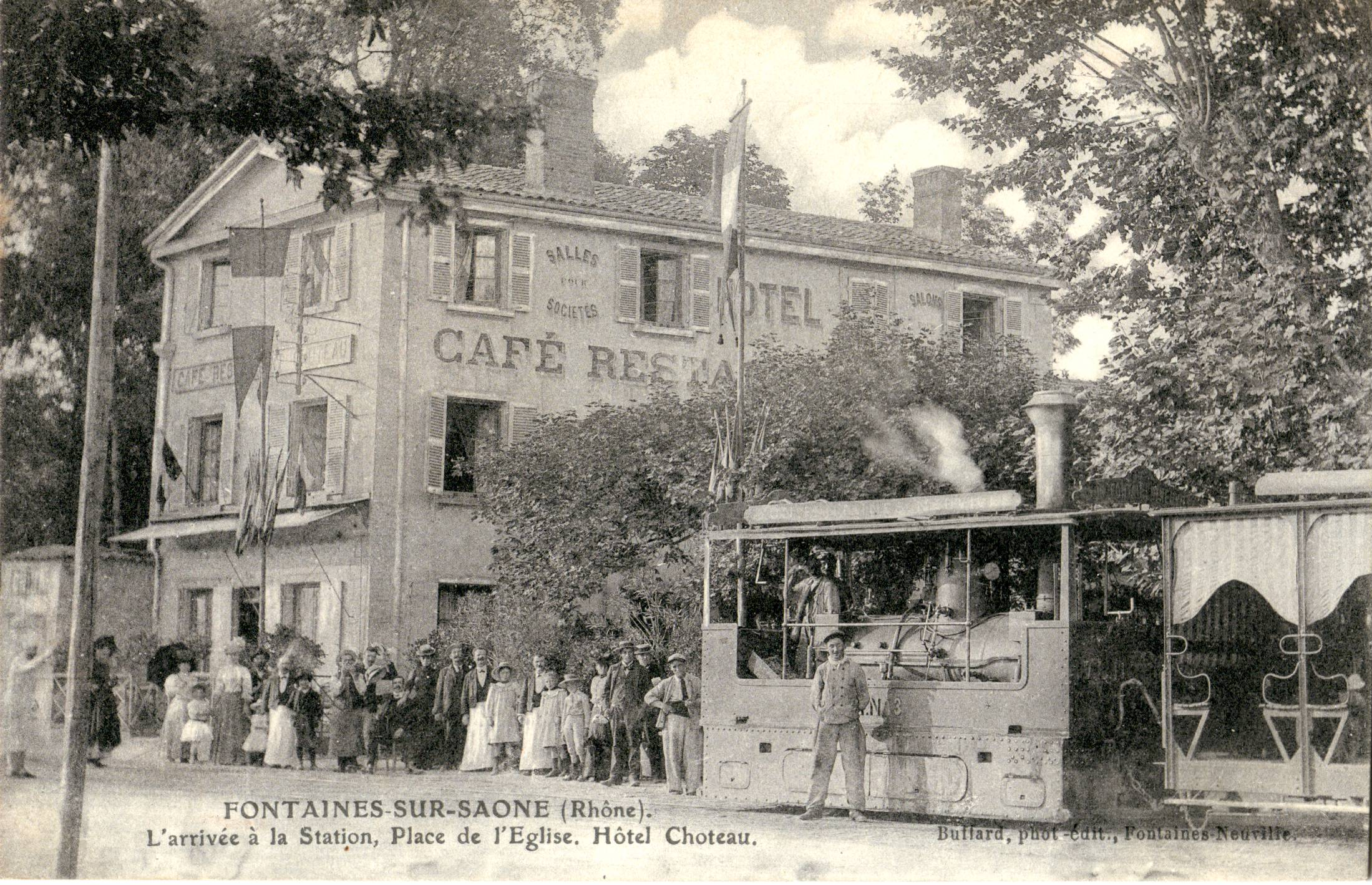
Locomotive à vapeur « bicabine » de la Compagnie du Tramway de Lyon à Neuville et extensions de 1899 à Fontaines-sur-Saône

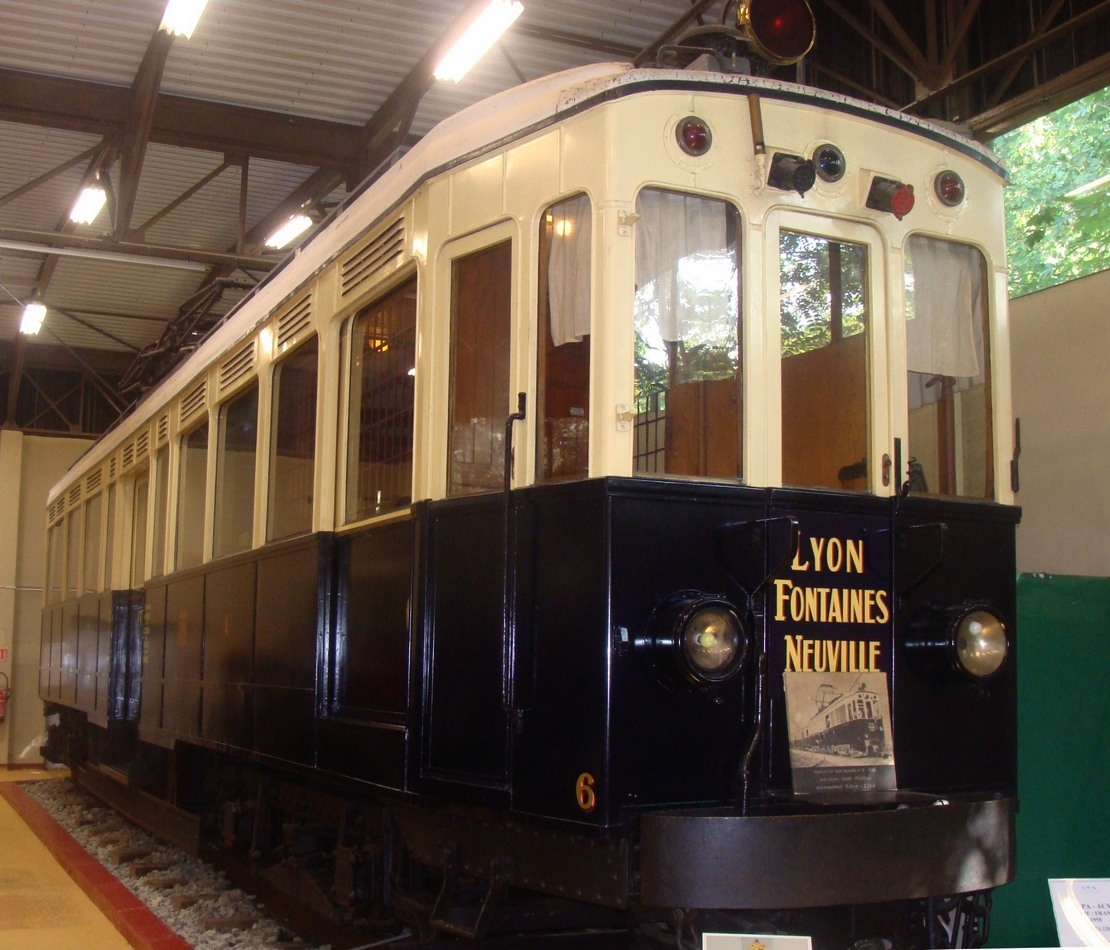
Motrice du "Train bleu" au musée de Rochetaillée-sur-Saône

Cette ligne départementale est construite à voie normale comme le réseau des tramways à chevaux. Les premières rames à vapeur circulèrent dès 1889 de Lyon à Fontaines-sur-Saône, puis à partir de 1891 jusqu'à Neuville-sur-Saône. Absorbée par l'OTL en 1925, la ligne fut modernisée et reconstruite à l'écartement métrique et remplacée par un tramway électrique, mis en service en septembre 1932. Très populaire chez les lyonnais, il était appelé « le train bleu ».

### Évolution du réseau

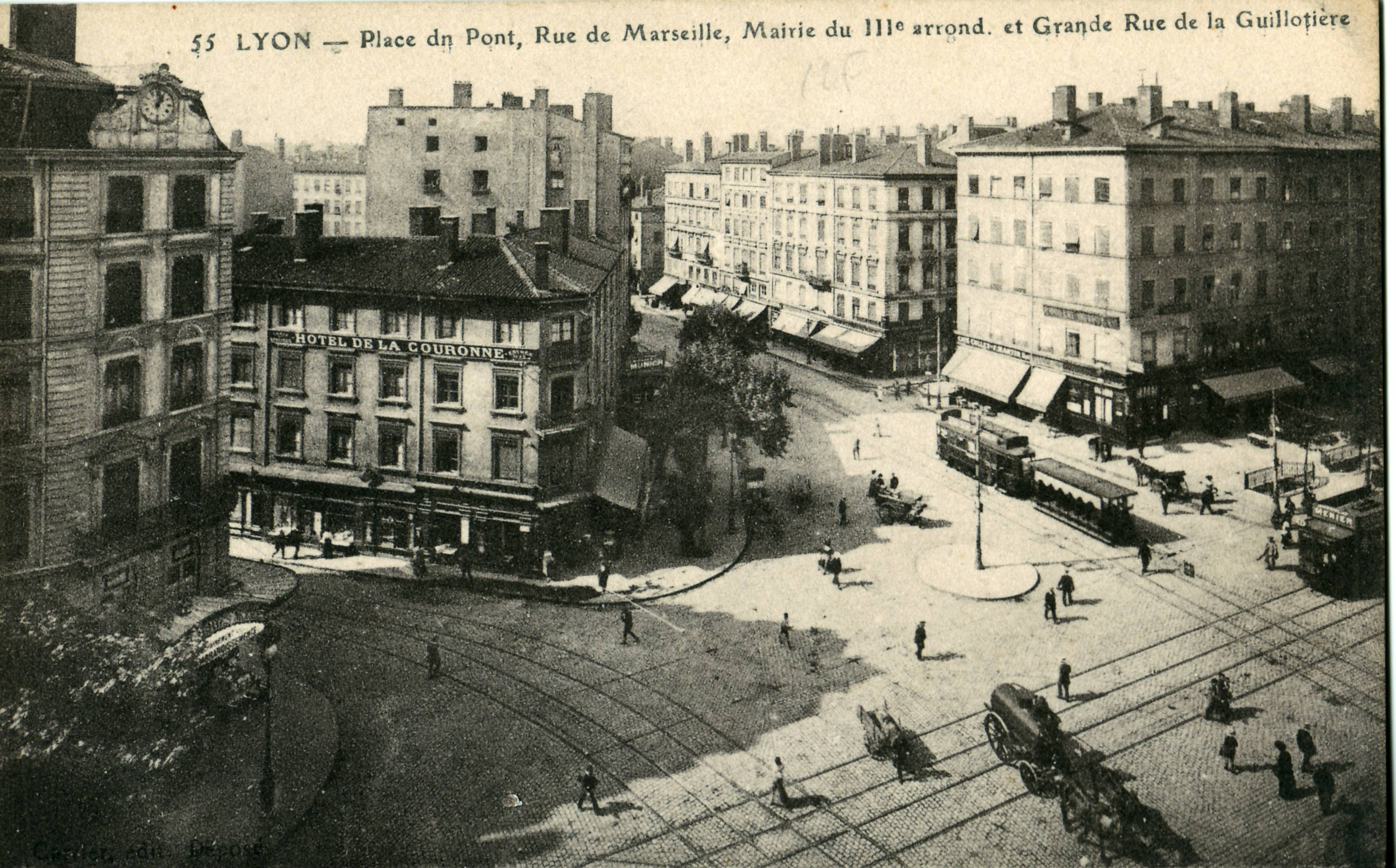
De nombreuses lignes de tramways (1, 9, 23, 26) à voie étroite et normale se croisent au carrefour de la Place du Pont

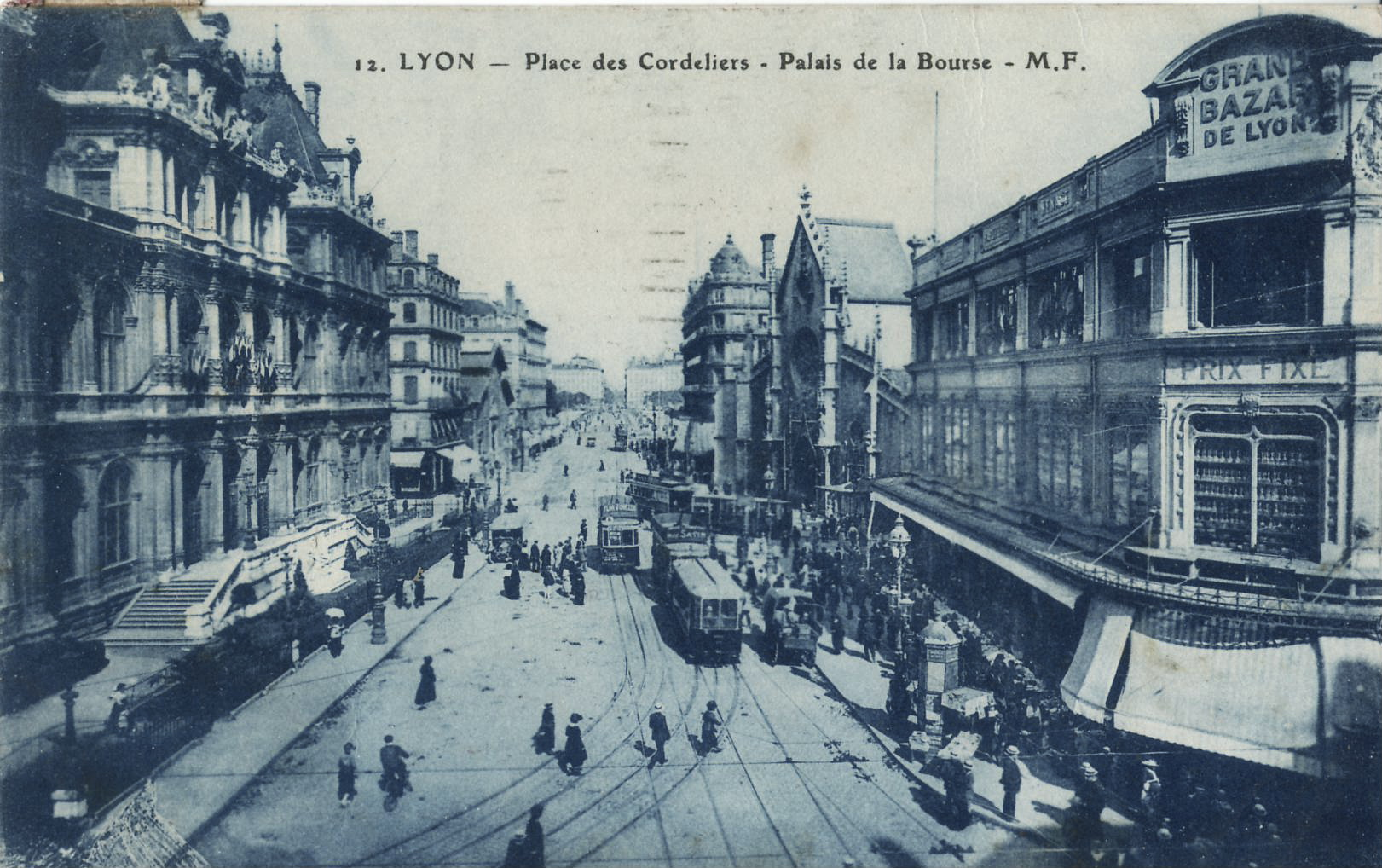
La Place des Cordeliers était l'un des cœurs du réseau, dans les années 1920

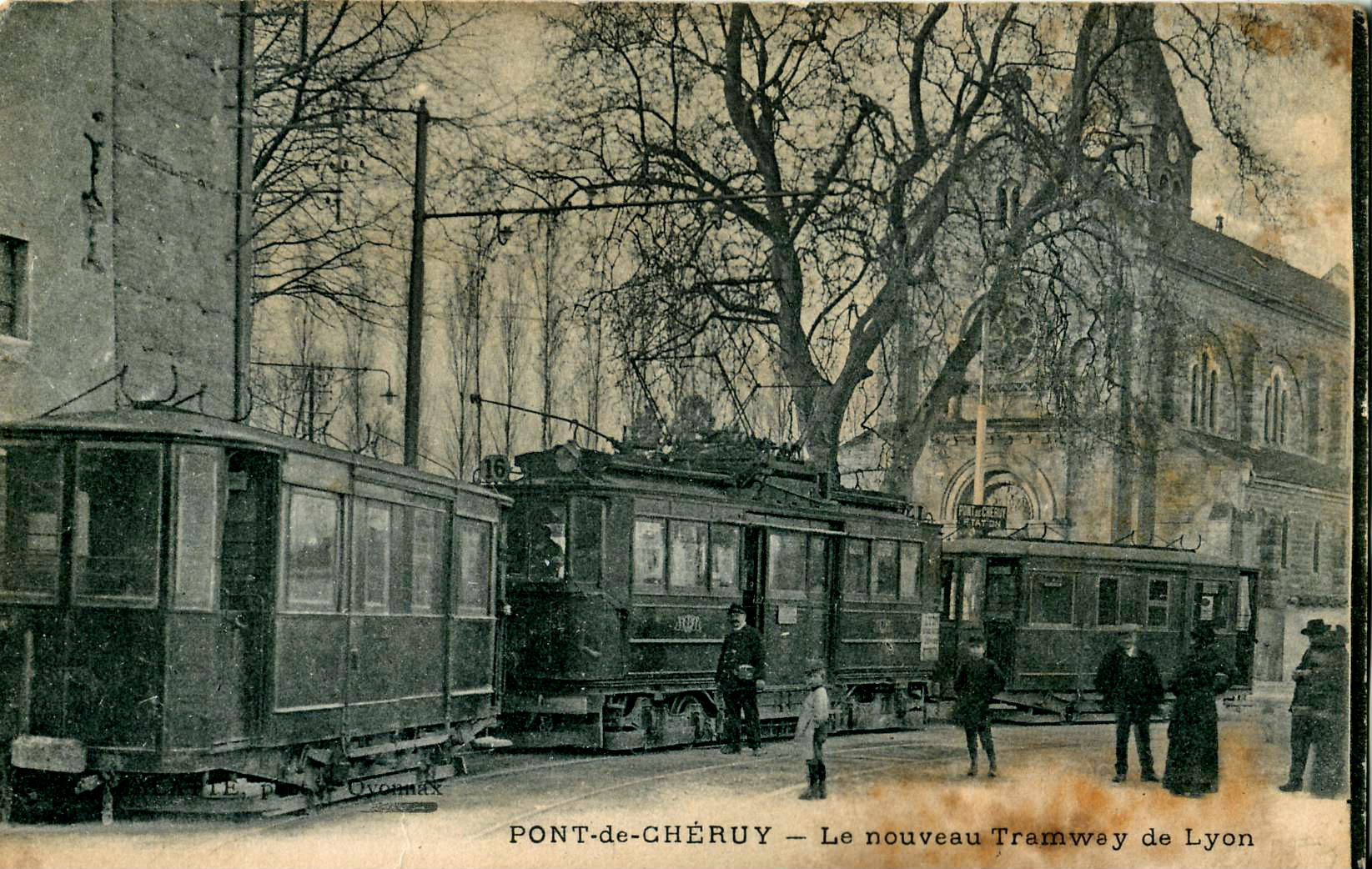
La ligne 16 est électrifiée en courant alternatif haute tension, comme ici à Pont-de-Chéruy

La première ligne de tramway, à traction mécanique de la compagnie OTL, portant le numéro 12, relie Lyon- Bellecour à Saint-Fons en 1888 ; elle est équipée de locomotives à vapeur Francq sans foyer. La ligne Cordeliers - Bron de la Compagnie Lyonnaise de Tramways sera exploitée en 1889 avec le même système .
L'électrification en 1893 du tramway de Sainte Foy, est la troisième de France, après Clermont-Ferrand en 1890 et Marseille en 1892. Elle sera suivie par les villes de Roubaix et Paris.
Le réseau sera électrifié entre 1893 et 1904. Ce dernier s'étend alors en banlieue, dans les départements de l'Isère et de l'Ain, avec les lignes 16, 17 et 25. 

Le réseau est alors à son apogée : 
- service de qualité,
- prix bas,
- fréquentation élevée
- forte rentabilité pour les actionnaires.

À partir du 20 janvier 1906, l'alimentation du réseau électrique s'effectue grâce à  la Houille blanche fournie par  la société La Volta lyonnaise, de Georges Coutagne, qui possède une usine électrique de Pomblière à Saint-Marcel (Savoie), près de Moûtiers en Tarentaise. Ce choix a permis de diminuer le coût de revient et entraine la création de la première ligne à haute tension française, par le réseau de la Société Grenobloise de Force et Lumière, sur une distance de 180 km, encore jamais atteinte en Europe, sur deux fils en laiton d'un diamètre de six millimètres.

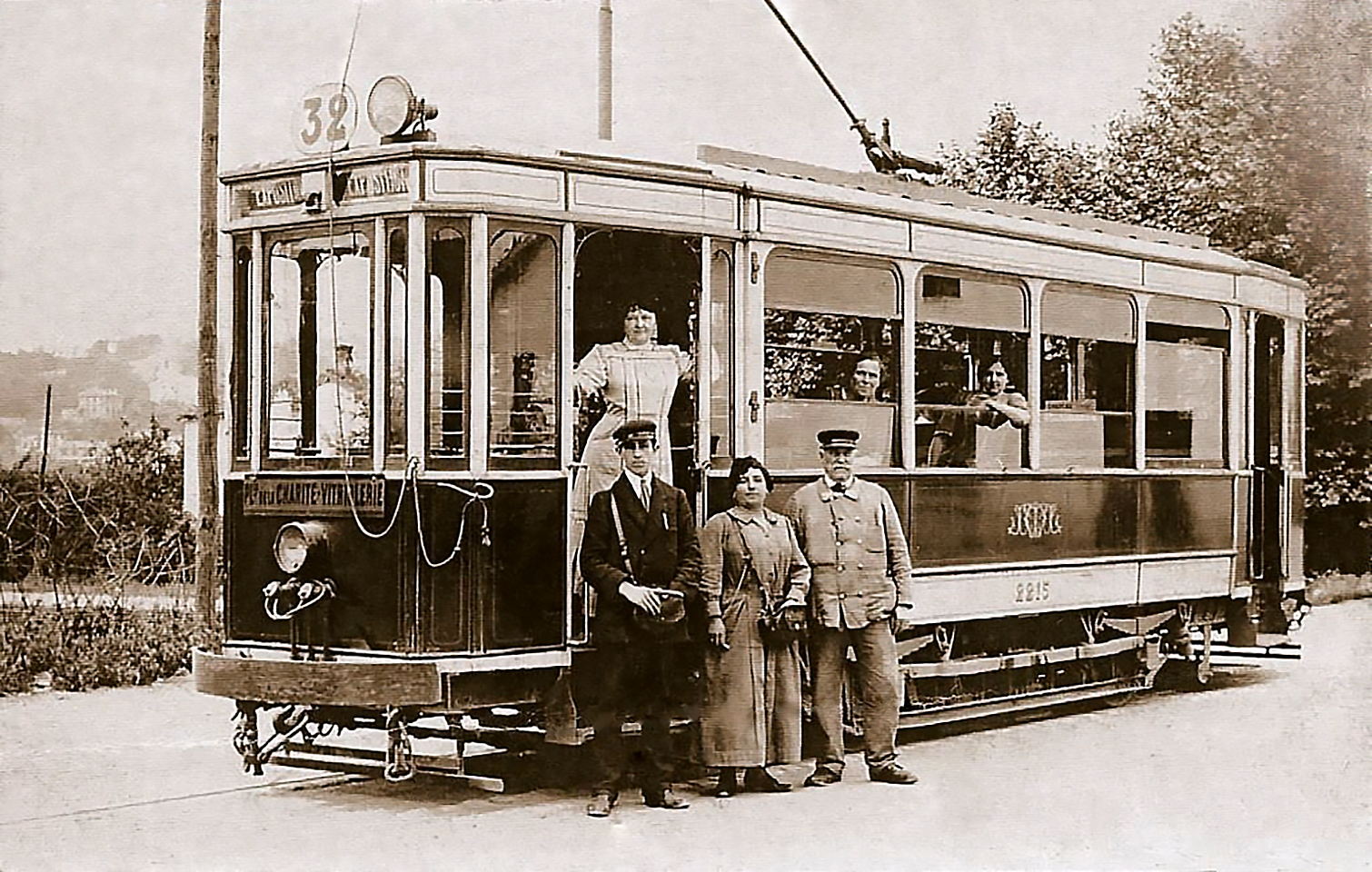
tramway de la ligne 32 en 1914 avec du personnel féminin

En 1914, la déclaration de guerre modifie le fonctionnement du réseau. Le personnel est mobilisé et les équipes de conduites deviennent féminines. Un important service de transport de marchandises est effectué entre les usines d'armement et les gares d'expéditions du PLM.
L'inflation, apparue après la Première Guerre mondiale, fait perdre au réseau son caractère rentable. Les dépenses sont réduites. Les nouvelles acquisitions de matériel sont limitées. Douze rames type "Marcinelle" affectées à la ligne 7. Pourtant une partie du parc de motrices est rénové, entre 1923 et 1933, (Buire A et B) et une série de 8 motrices, type Lyon, est construite à Venissieux, dans l'usine des Constructions électriques de France (CEF) dont l'OTL est actionnaire. Des modifications de tracé sont réalisées pour améliorer le fonctionnement du réseau.
À partir des années 1930, les tramways sont progressivement remplacés par des autobus puis des trolleybus. La ligne 25 Cordeliers - Genas est supprimée entre les Sept-Chemins et Genas et remplacée par un autobus en février 1933. Ainsi disparaissent aussi les lignes 29 et 30 dans la Montée de Choulans vers Sainte Foy et Francheville, les lignes 19 et 21 vers Ecully et Champagne. Ces lignes sont converties au trolleybus. La première ligne urbaine supprimée est la ligne 13 (Perrache - Croix Rousse) également remplacée en 1944 par un trolleybus.
Une tentative de modernisation, avec quelques tronçons souterrains en centre ville, projetée dans les années 1940 est rapidement abandonnée. Ensuite, à la fin des années 1940, un plan prévoit la transformation de toutes les lignes de tramways en trolleybus excepté les axes lourds, soit les lignes 3, 4, 7, 18 et 23 sur lesquelles le tramway est irremplaçable. Mais l'absence de véhicules de tramway moderne sur le marché français, rend ce projet irréalisable, et oblige la compagnie OTL à avoir recours au trolleybus sur les axes lourds.
Le dernier tramway urbain roule sur la ligne 4, le 30 janvier 1956 et le dernier tramway suburbain ; le Train bleu (Lyon - Neuville-sur-Saône), est supprimé le 30 juin 1957.
En fait le dernier tramway électrique qui roulera à Lyon sera la navette de la Foire en avril 1958.
Cette liaison était assurée par d'anciennes motrices du 4 stationnées au dépôt "Parmentier" et ne fonctionnant que durant la période de la Foire en 1956, 57 et 1958. L'accès à la Foire se faisait en empruntant les voies de la ligne 4, sur l'avenue du Maréchal de Saxe et avenue Foch.

### Évolution du trafic
- 1893 .24,4 millions de voyageurs
- 1904 .60,4 millions de voyageurs
- 1913 121,8 millions de voyageurs
- 1923 157,2 millions de voyageurs
- 1930 158,3 millions de voyageurs
- 1936 145,5 millions de voyageurs
- 1939 107,2 millions de voyageurs

## Infrastructure

### Voies et tracés

Rails. De gauche à droite :
- type UIC 60,
- type Vignole,
- type Broca ou à gorge, typique des voies de tramway car permettant l'implantation de la voie dans la chaussée,
- type double champignon symétrique,
- et double champignon asymétrique

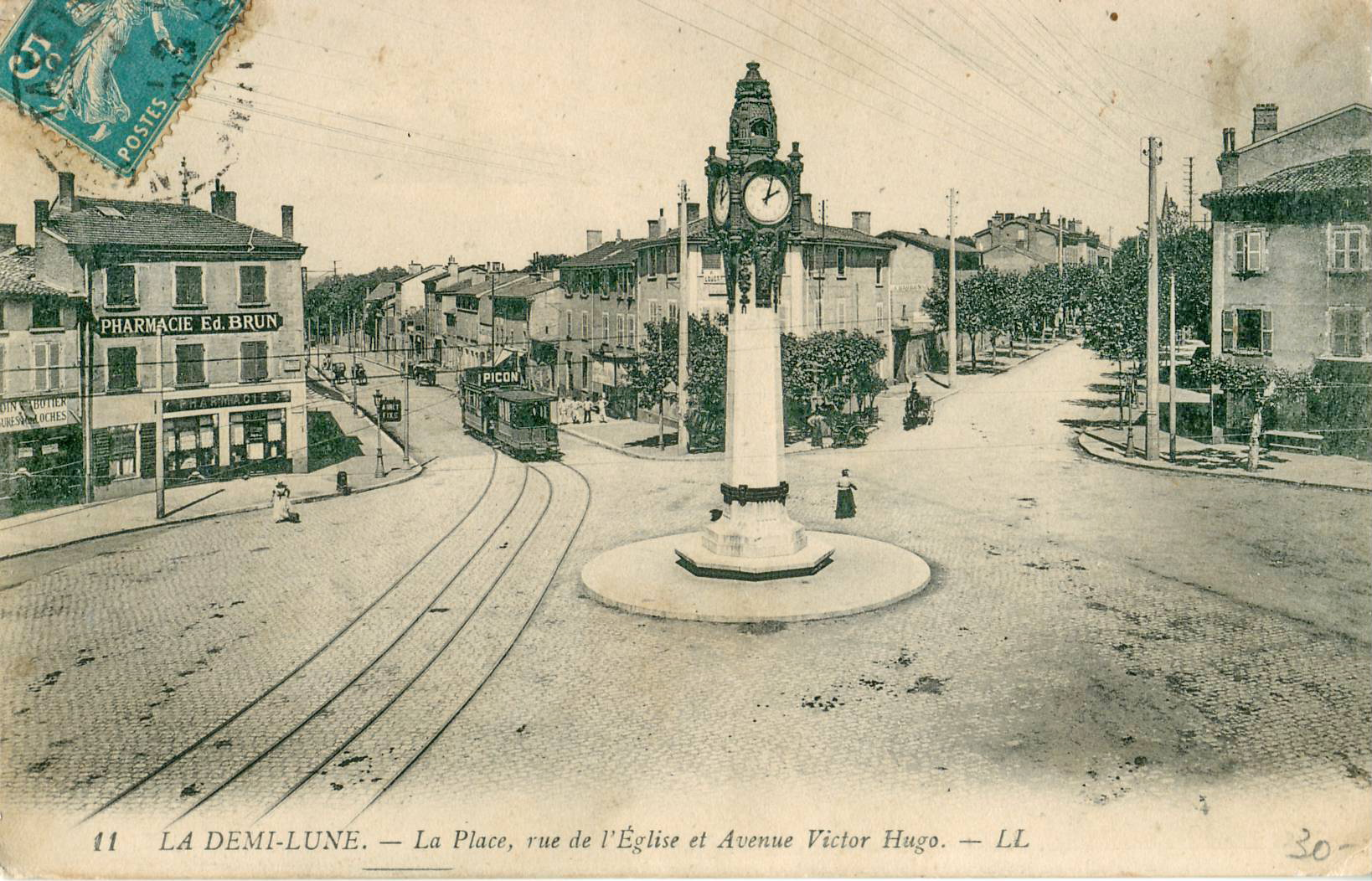
évitement aménagé à la Demi-Lune, permettant aux tramways de se croiser dans les sections à voie unique des lignes

La longueur de l'ensemble des voies de la compagnie OTL dépassait 300 kilomètres, ce qui plaçait le réseau lyonnais deuxième réseau français derrière Paris et devant Marseille. La voie était posée sur la chaussée ou en accotement utilisant le rail à gorge type Broca, où, dans le deuxième cas, le rail Vignole à simple champignon.
Une des particularités du réseau de tramway lyonnais est l'utilisation de deux écartements :
- la voie métrique (1 000 mm)
- la voie normale (1 435 mm)

À Lyon, sur le réseau de l'OTL, la voie métrique était appelée la  voie étroite .
La compagnie OTL avait développé à partir du centre ville, un réseau à voie normale. Toutes les compagnies satellites avaient adopté la voie métrique.
Il exista alors des sections de voies communes aux deux écartements. Entre les deux rails distants de 1,44 m venait s'intercaler un troisième rail, donnant un écartement de 1 mètre .
La première application de ce système est réalisée sur le Pont Lafayette où les voies normales de la ligne 3 sont partagées avec la compagnie CLT puis NLT qui utilise l'écartement métrique.

### Alimentation électrique

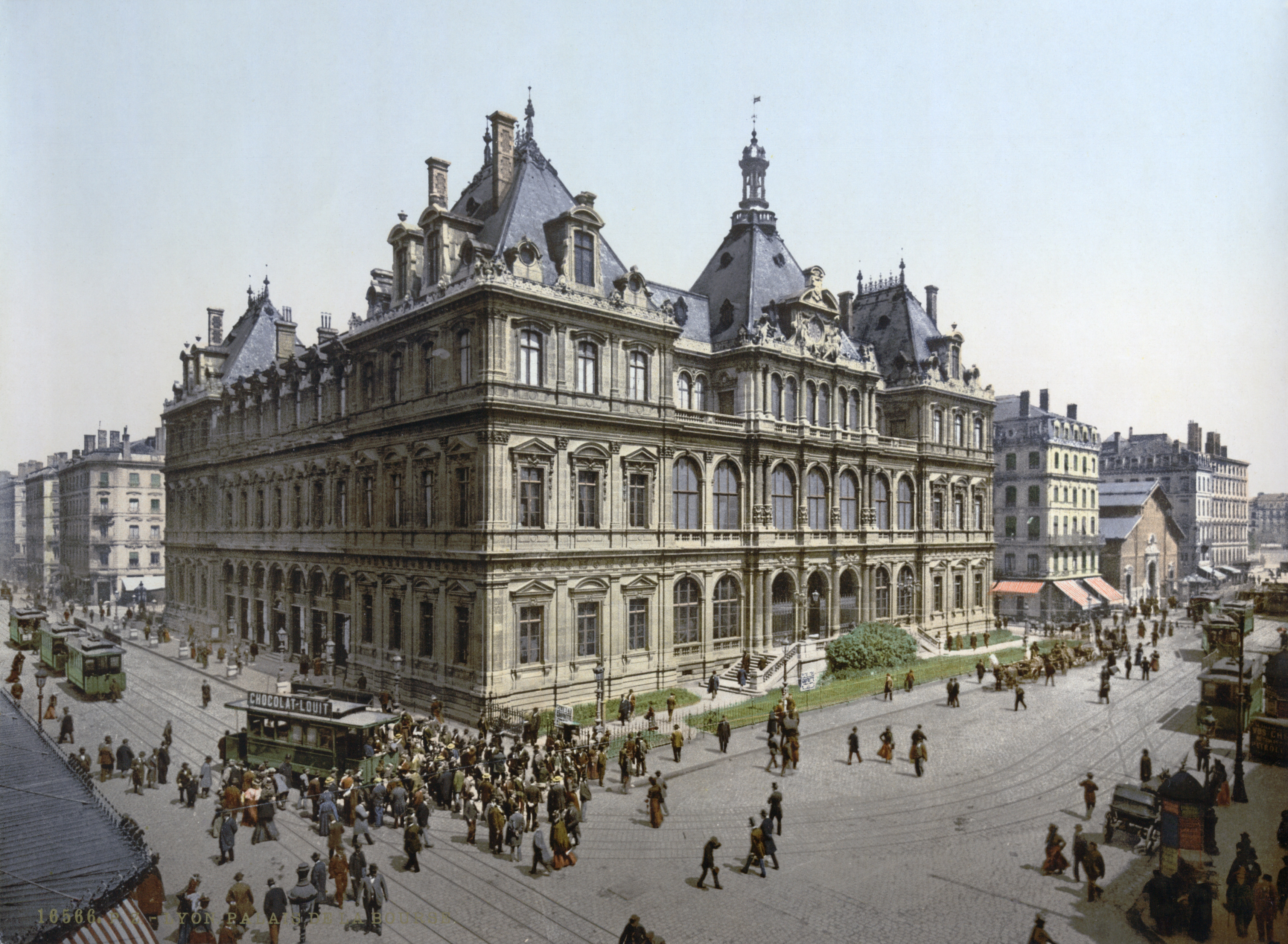
La place de la Bourse et les tramways alimentés par caniveau central situé entre les rails

Elle se faisait en courant continu à la tension de 550 volts. Le courant était fourni par l'extérieur, mais aussi produit par l'OTL dans une centrale fonctionnant au charbon au dépôt d'Alsace. L'approvisionnement de cette centrale se faisait par des trains de wagons de marchandises tirés par des tramways.
Le courant fourni par le réseau haute tension était transformé à la tension de 550 volts par des sous stations installées dans les différents dépôts et en divers points du réseau.
Pour les lignes 16 et 17 qui étaient très longues, l'OTL avait innové avec le choix d'une alimentation en courant monophasé 50 hertz, à la tension de 6 600 volts. Ce système avait été adopté entre autres, par les Tramways des Alpes-Maritimes, les Chemins de fer départementaux de la Haute-Vienne et les Chemins de fer de Camargue.
L'alimentation des tramways se faisait par ligne aérienne, ou par le sol au moyen d'un caniveau. Ce système consistait à équiper les tramways d'une sorte de charrue accrochée au châssis sous la caisse. Cette charrue s'enfonçait dans un caniveau situé au centre de la voie entre les rails, et profond de 60 cm. Au fond du caniveau, un rail distribuait le courant. Le retour du courant s'effectuait par les rails extérieurs.
Ce système dit " à caniveau central ", avait été choisi pour éviter les lignes aériennes dans la rue de la République. Il a été rapidement abandonné à Lyon. Il a fonctionné à Paris, Nice et Bordeaux et Lille.

### Les terminus

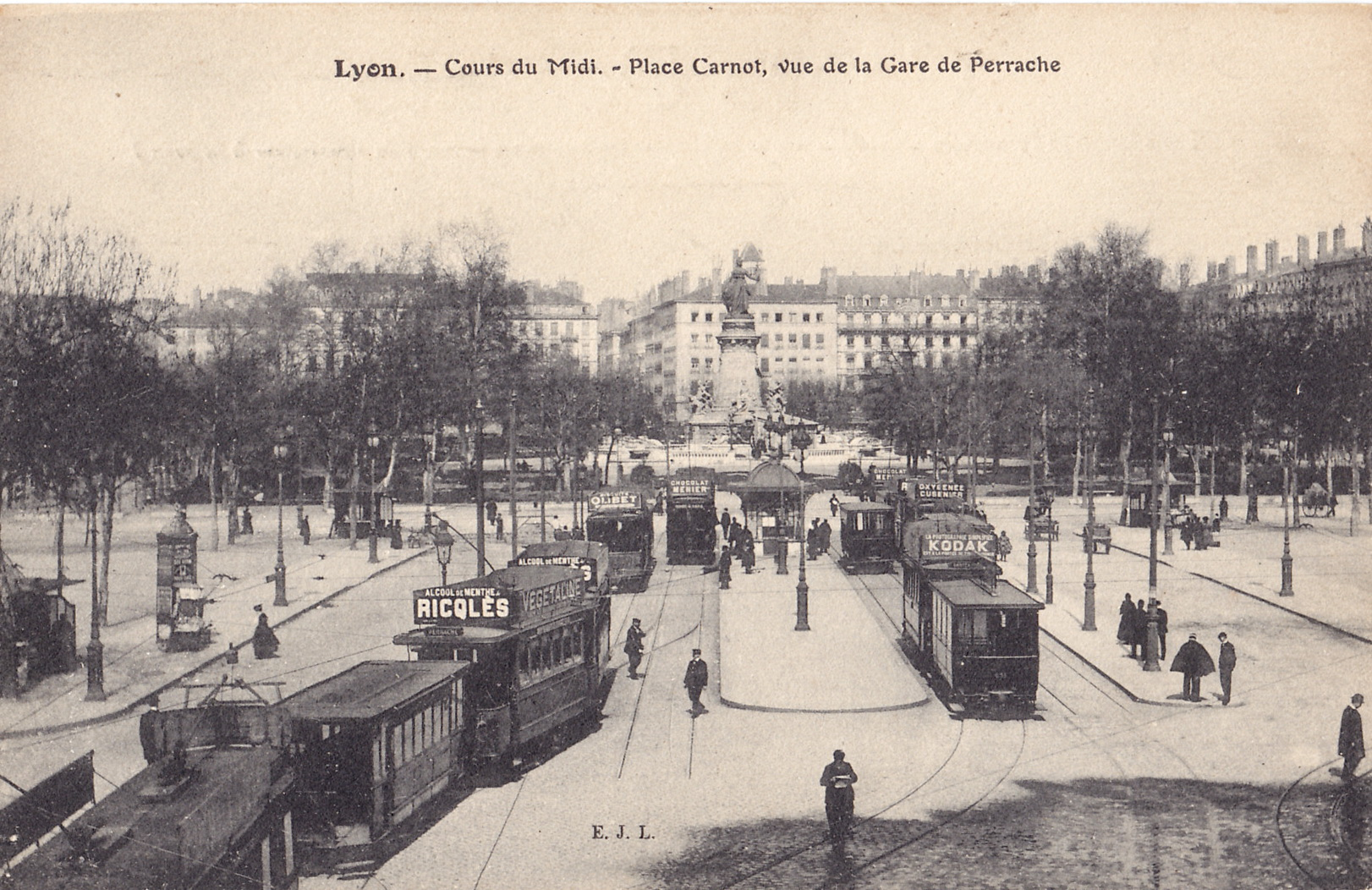
Place Carnot, vue du terminus de Perrache

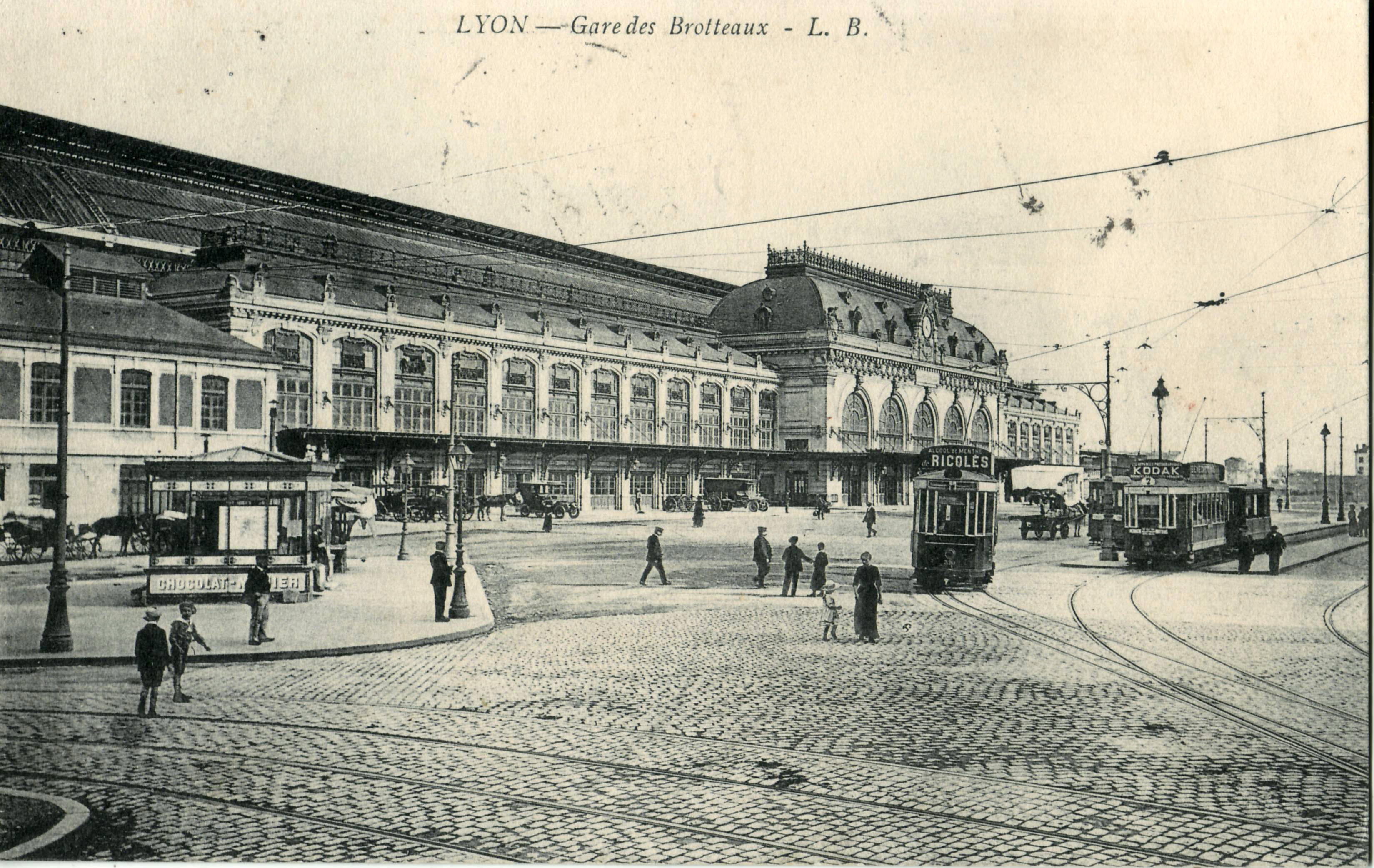
Terminus des Brotteaux

- le terminus principal des lignes se trouvait devant la gare de Perrache, sur le cours du Midi devenu cours de Verdun (lignes 4,7,8,13,26)
- le deuxième par ordre d'importance se trouvait place des Cordeliers (lignes 23 à 25 et 27). Ce terminus s'étendait Quai Jules-Courmont avec le départ des lignes 16 et 17.
- le troisième était celui de la place de la Charité (place Antonin-Poncet), avec les lignes 10, 11, 12, 14, 15 et 32.
- le quatrième celui du Pont Mouton, sur les quais de Saône à Vaise, avec les départs des lignes 19 à 22 et 31.
- le cinquième celui de Saint-Jean avec les lignes 1, 26, 29 et 30, et les liaisons vers Fourvière et Saint-Just.

### Dépôts
Il existait à Lyon les dépôts suivants :
Dépôts créés par la compagnie OTL
- Dépôt d'Alsace, rue d'Alsace : dépôt et ateliers centraux, lignes 3, 7, 16, 17, 26, 27
- Dépôt de Parmentier, rue Jaboulay : lignes 4, 12, 18, 23
- Dépôt de Cuire, rue Coste à Caluire : lignes 6, 13, 33
- Dépôt d'Oullins, rue Émile Zola : lignes 10, 14, 15
- Dépôt de Saint Just, rue de Trion : lignes 29, 30, Train de Vaugneray
- Dépôt de Perrache, cours Suchet : lignes 5, 7, 8, 10, 12, 13, 26, 32
- Dépôt de Vaise, quai Arloing : lignes 2, 3, 5, 19, 20, 21, 22, 31

Dépôts acquis auprès d'anciennes compagnies
- Dépôt des Pins (ancien dépôt CLT-NLT), avenue Lacassagne (ancien chemin des Pins), lignes 1, 2, 11, 23, 24, 25, 34

## Matériel roulant
À l'origine le matériel roulant de l'OTL se composait de 90 voitures de tramway à chevaux à deux essieux et à écartement normal dites voitures à traction animale. Les caisses de ces voitures possédaient un étage supérieur appelé impériale. À chaque extrémités se trouvait une plate-forme réservée au cocher et à l'accès aux compartiments. D'un poids à vide de 2,2 tonnes, leur capacité était de 28 voyageurs en bas et 24 en haut.
Lors de la mise en service des tramways électriques en 1894, plusieurs séries de motrices ont été commandées.
La plus importante est fournie par le constructeur La Buire à Lyon, elle comprend 78 véhicules de type Buire à caniveau.
Il y a aussi les impériales, anciennes voitures de tramway à chevaux, équipées de moteurs électriques, de contrôleurs de traction et d'une perche, et ainsi transformées en motrice de tramway électrique.
À cette importante série de véhicules sont associés les véhicules provenant des compagnies fusionnant avec l'OTL. Comme toutes ces compagnies utilisaient la voie métrique, plusieurs petites série de motrices à l'écartement métrique complètent le parc de véhicules. Ainsi les véhicules du tramway d'Écully, ceux de la compagnie NLT, ceux des lignes 29 et 30 provenant du FOL.
Les véhicules sont classés en deux séries : voie normale et voie étroite.
- Effectif des véhicules du parc de tramway en 1929

| véhicules | voie normale | voie étroite | total |
| motrices  | 378          | 165          | 543   |
| remorques | 289          | 155          | 443   |
| tracteurs | 3            | 2            | 5     |
| total     | 670          | 322          | 991   |

- En 1900 le parc de la compagnie est de 242 motrices et 100 remorques.

Le nombre élevé de remorques vient du fait qu'une partie des voitures à traction animale ont été transformées en remorque. Cela correspond à un besoin, puisque les motrices ont une capacité limitée, du fait de leur faible longueur.
En collaboration avec les chantiers de la Buire à lyon, l'OTL va tenter de définir un type standard de tramway qui sera commun aux deux écartements, un véhicule à essieux mais avec une caisse et un empattement long, appelé Buire 1909 ou Buire nouvelle, pour la voie normale et Buire Bron, pour la voie métrique.
Pour augmenter la capacité des trams, on s'oriente vers de longs véhicules à bogies, comme l'avait fait la compagnie NLT dès 1898. Les "Buire Croix Rousse" qui circulent sur la ligne 13, les motrices de la ligne 16 (ex-Ouest et Est Parisien) et les motrices "Manage". En 1926, 12 rames Marcinelle (motrice et remorque) sont livrées pour la ligne 33 mais circuleront sur le 7. Enfin 8 motrices du type Lyon sont construites entre 1931 et 1936.
- En 1911, le parc atteint un total de 435 motrices et 345 remorques.
- En 1922, il sera à son maximum avec 549 motrices et 442 remorques.

À partir de cette époque, le nombre des véhicules diminuera jusqu'à la disparition des tramways en 1957.